# Київська Русь
Ки́ївська Русь — східноєвропейська феодальна монархічна держава зі столицею в Києві, що існувала впродовж IX—XIII століть. Назва Київська Русь є усталеною в історіографії, у тогочасних же джерелах відома як «Руська земля», або «Русь».[⇨] У західних пам'ятках інколи всю Київську Русь неофіційно називали королівством, а її великих князів іменували королями.
Ядром Київської Русі було середнє Подніпров'я, яке власне і називалося Руською землею. У часи найбільшої могутності Київська Русь простягалася від Білого моря на півночі до Чорного моря на півдні, і від верхів'їв Вісли на заході до середньої Волги на сході. Основним населенням країни були нащадки східнослов'янських племен, в ході розширення впливу Русі відбувалася також поступова асиміляція сусідніх балтських та фіно-угорських племен.
Повість временних літ починає вживати поняття Руська земля з 852 року, описуючи події у Візантії. У 860 році з Києва відбувся похід руси на Константинополь, який за літописом очолювали легендарні князі Аскольд і Дір. 882 року Київ захопив варязький конунг, напівлегендарний князь Олег, який привіз з собою Ігоря Рюриковича і правив від його імені, що вважають початком утворення держави. Після смерті Олега Ігор воював із Візантією і загинув від рук деревлян. Вдові Ігора, княгині Ользі вдалося стабілізувати державу будучи регентом її малолітнього сина Святослава. Ставши самостійним правителем, Святослав Ігорович здійснив низку походів на схід та південь, розгромив Хозарський каганат (968). Його син Володимир Святославич, що посів трон після братовбивчої війни, розширив терени держави, розбудував Київ і охрестив Русь (988). Після його смерті спалахнула усобиця, внаслідок якої київським князем став Ярослав Мудрий. За його правління була збудована Софія Київська (1037), була укладена «Руська Правда» — перша кодифікація юридичних норм Русі, були укладені династичні союзи з низкою європейських держав. Згодом влада перейшла до тріумвірату Ярославичів, нащадки яких розділили Русь на окремі князівства, давши початок процесу феодальної роздробленості. Винятком слугують правління Володимира Мономаха та його сина Мстислава, які на певний час спромоглися консолідувати владу.
Унаслідок монгольської навали 1237—1241 років більшість руських князівств потрапили в політичну залежність від Золотої Орди. Київ втратив своє значення як політична столиця, проте руська державність була продовжена Галицько-Волинським князівством. Протягом кінця XIII — початку XV століть західні й південні землі колишньої Київської Русі увійшли до складу Великого князівства Литовського та Королівства Польського, які згодом об'єдналися у Річ Посполиту.

## Назва
Власна назва:
- Русь (д.-рус. Роусь, грец. Ῥωσία, лат. Russia, Rossia, Ruthenia, Ruzzia), Руська земля[19][20][20][21][22];

Кабінетні терміни:
- Київська Русь — усталена назва в історіографії;
- Київська держава;
- Руська держава;
- Давньоруська держава (рос. Древнерусское государство) — популярна назва в радянській історіографії, а також — у російській.

### Походження назви
Термін Київська Русь виник у першій половині XIX століття. У сучасній історіографії використовується як для позначення єдиної держави, що проіснувала до середини XII століття, так і для ширшого періоду середини XII — середини XIII століть, коли Київ залишався центром країни й керування Руссю здійснювалося єдиним князівським родом на принципах «колективного сюзеренітету». Обидва підходи зберігають актуальність і в наш час.

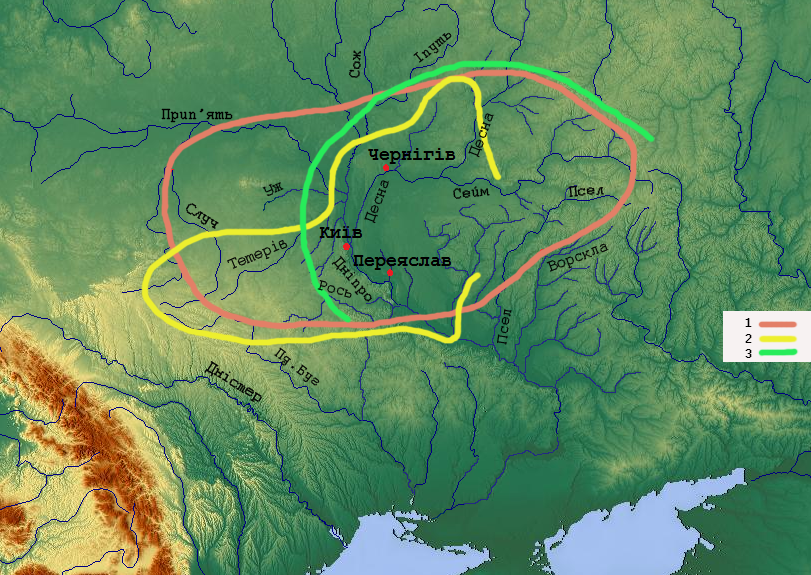
«Руська земля» у вузькому розумінні цього терміну.
1. за П.П.Толочком
2. за А.М.Насоновим
3. за Б.О.Рибаковим

У зв'язку з тим, що центром східнослов'янської держави впродовж багатьох століть був Київ, в історичній літературі Русь отримала назву «Київська Русь». Чернігівський ієромонах Леонтій Боболинський наприкінці XVII століття вжив щодо Києва вислів «отчество и праотчество своего [царя Олексія Михайловича] скиптроцарствия Кіевскаго Роскаго». Проте в той час таке визначення не набуло популярності. Тож термін Київська Русь — книжного походження й веде свій початок не з джерел, а з'явився на основі розробки московськими книжниками XVI століття, а пізніше М. М. Карамзіним, С. М. Соловйовим, В. Й. Ключевським та іншими дослідниками Російської імперії концепції про генеалогічну безперервність протягом тривалого часу правлячого в Москві князівського роду. Водночас із обґрунтуванням вказаної теорії виникли й терміни «Київська Русь», «Володимирська Русь», «Московська Русь» — за назвами центрів концентрації владних функцій. Цієї концепції дотримується більшість сучасних російських (та й не тільки російських) істориків. На думку О. Толочка, це поняття виникло в російській науці як елемент періодизації історії Росії. З часом історики ввели до наукового обігу ще два терміни «Давня Русь» і «Давньоруська держава».
У вітчизняних писемних джерелах ця держава називається «Руською землею» або «Руссю», в іноземних — «Руссю». Відповідно й народ цієї країни називали «руським». Однак цей термін не був одвічним іменем всього народу країни. Широкого вжитку він набув тут лише від IX—X століть. Уперше в давньоруському літописі він з'являється в тексті, що стосується 852 року: «Нача ся прозывати Руская земля». З початком X століття назва «Русь» набула офіційного значення.
Походження терміна «русь» є предметом дискусій істориків, що тривають уже понад 200 років. За цей час викристалізувалося щонайменше три теорії: південна, згідно з якою етнонім «русь» має місцеве, середньодніпровське походження, північна, за якою цю назву слов'яни запозичили у скандинавів, і соціальна, яка, однак, нічого не говорить про безпосереднє походження терміна, але схильна тлумачити його як назву лише верхівки східнослов'янського суспільства. Остання теорія має нині тільки історіографічний інтерес, дві перші й досі виборюють право на істинність.
Б. Рибаков, досліджуючи літописний вислів: «Поляне иже нын зовомся Русь», дійшов висновку, що полянський союз племен (див. Поляни) Середнього Подніпров'я взяв собі за самоназву ім'я одного з племен, які об'єдналися в ньому, — «рос», відомого вже в VI столітті далеко за межами східнослов'янського світу. Про плем'я «рос» говориться в сирійському джерелі VI століття — «Церковній історії» Псевдозахарія.
Чимало науковців, особливо петербурзької школи, схиляються до тієї філологічної точки зору, що пов'язує назву «Русь» із фінською назвою шведів — «Ruotsi». Однак, як зазначає історик Г. Ловмянський, якому належить ґрунтовне дослідження цього питання, у даному разі лінгвісти вийшли за межі своїх дослідницьких можливостей. Назва «Русь», як доводить Г. Ловмянський, первісно мала географічний зміст і здавна означала територію Середнього Подніпров'я. У процесі створення тут держави вона стала її назвою, а пізніше набула також етнічного й соціального значення. Німецький славіст Л. Мюллер виводив походження терміна «русь» від скандинавського етноніма «Ruder». Вказуючи на значну звукову розбіжність між термінами «рудер» і «русь», він вважав, однак, що термін «русь» вживався не як самоназва скандинавів, а лише як слов'ян, еквівалент їхньої справжньої самоназви. Історики, котрі відстоюють північне походження назви «Русь», часто апелюють до авторитету «Повісті временних літ», у якій говориться: «Отъ варягъ бо прозвашася Русью, а первое бўша словене».
Іраномовне походження терміна «русь» аргументується в дослідженнях відомого іраніста В. Абаєва. Згідно з ними, етнонім «русь» відповідає перському «ruxs», що означає сяйво, або осетинському «ruxs» — «roxs» — світлий. На початку IX століття слово «русь» як назва держави і народу з'являється в текстах арабських та візантійських письменників. В арабській літературі назва «Русь» уперше вжита середньоазійським ученим IX століття аль-Хорезмі.

### Історіографія
До питання походження Київської Русі вперше звернувся легендарний літописець Нестор понад вісім століть тому в «Повісті минулих літ». Трактування цього питання є одним із найзаплутаніших у вітчизняній та світовій історіографії. Вузькість джерельної бази, суперечливість і неоднозначність відомого фактичного матеріалу, хибні методологічні підходи, політична заангажованість та ідеологічні симпатії істориків неодноразово ставали на заваді об'єктивному погляду на процес виникнення Давньоруської держави. Перші спроби знайти вирішення цієї проблеми було здійснено ще середньовічними хроністами, які штучно пов'язували ранню історію Русі з відомими їм народами Східної Європи — скіфами, кельтами, сарматами, аланами.
У середині XVIII століття німецькі історики, члени Петербурзької академії наук Готліб-Зігфрід Байєр та Герхард Міллер обґрунтували концепцію норманізму. Посилаючись на літописну легенду про прикликання варягів на Русь, ці науковці висунули тезу щодо скандинавського походження Давньоруської держави. Рішучим опонентом і палким критиком норманізму став Михайло Ломоносов. Майже відразу полеміка потрапила в русло не наукової дискусії, а ідеологічного протистояння. «Космополітизмові» німецьких вчених, які, абсолютизуючи «варязький фактор», принижували державотворчу здатність слов'ян, було протиставлено «державницький патріотизм», що був своєрідним виявом зростання присутності слов'ян у керівництві Російської імперії та її Академії Наук.
На початковому етапі цієї багатовікової дискусії в основу концепцій як норманістів, так і антинорманістів було покладено хибну методологічну засаду — виникнення держави вони розглядали, по-перше, як кульмінаційний одномоментний акт, по-друге, як безпосередній наслідок діяльності конкретної історичної особи. Такий підхід і визначив коло питань, які були в центрі уваги істориків аж до кінця XIX століття.
У 20-х роках XX століття на основі численних історичних, археологічних та мовних джерел значна частина науковців світу почала віддавати перевагу «варязькому чиннику» у становленні державності русів. Офіційна радянська історіографія назвала норманську теорію політично шкідливою, оскільки вона не визнавала здатності слов'янських народів створити незалежну державу самотужки. Дискусія спалахнула з новою силою. На захист своєї теорії норманісти висували такі аргументи:
1. русь отримала назву від «Руотсі». Так у середині XI століття фіни називали шведів;
2. більшість імен руських послів, що зафіксовані в договорах із Візантією (911, 944), мають скандинавське походження — Карл, Інегельд, Фарлоф, Веремуд та ін.;
3. візантійський імператор Костянтин VII Багрянородний у своїй книзі «Про управління імперією» наводить як слов'янські, так і руські назви дніпровських порогів. Більшість руських назв має давньонорманське походження;
4. ісламські географи та мандрівники IX—X століть завжди чітко розділяли «русів» і «слов'ян».

На противагу антинорманісти стверджували:
1. жодного племені чи народу під назвою «руси» не було відомо в Скандинавії і про нього не згадує жодне давньонорманське джерело, включно з сагами;
2. один з найдавніших ісламських письменників Ібн-Хордадбег чітко називає русів слов'янським племенем;
3. археологічні матеріали з міст та торговельних шляхів Східної Європи свідчать про обмежений, фрагментарний вплив «варязького чинника».

Кожна з позицій мала свої сильні та слабкі місця, що спричинило поглиблення дискусії. Пояснення процесу виникнення державності як наслідку тривалої еволюції суспільного розвитку, відмова від погляду на утворення держави як на одномоментний акт, різнобічно обґрунтовані твердження істориків та археологів про те, що східнослов'янське суспільство ще до літописного закликання варягів мало свої протодержавні утворення, заклали підвалини сучасного якісно нового бачення процесу державотворення русів.

### Назви Київської Русі у інших народів
- Гардарикі («країна міст (городів)») — назва Русі у древніх скандинавів. Київ вони називали Кенугард («місто кораблів»).
- Куявія — ймовірна назва Русі у арабів.

## Історія

### Періодизація
Історики часто ділять політичну історію руської держави на 3 основні періоди.
- Підготовчий етап (VIII—IX століття). У цей час відбувається розселення слов'ян на північний схід і становлення внутрішньо- та міжплемінних відносин.
- Конституціювання держави (кінець IX — початок X століття). Період швидкого зростання. Розпочинається 882 роком, коли на престол у Києві сів Олег. Здійснюються перші походи на Костянтинополь Олега та Ігоря 911, 943 років. Внутрішня політика княгині Ольги звернена на затвердження централізованої влади. Відбувається остаточне утвердження держави на міжнародній арені за активної діяльності Святослава I Хороброго. Закінчується етап смертю князя 972 року від рук печенегів. Було підкорено сусідні східнослов'янські племена, унаслідок чого утворилося величезне господарське й політичне об'єднання, здатне кинути виклик основним суперникам у цьому регіоні.
- Розквіт держави (кінець X — початок XI століття). Період охоплює князювання Володимира Святославича (978—1015) та Ярослава I Мудрого (1034—1054), що було добою зміцнення Києвом своїх завоювань і досягнення ним вершини політичної могутності й стабільності, економічного та культурного розквіту. На противагу територіальному зростанню попереднього періоду тут переважає внутрішній розвиток. Було впроваджено християнство, що значною мірою вплинуло на політичне й культурне життя держави, а також вироблено кодекс законів.
- Період феодальної роздробленості (середина XI — середина XIII століття). Він характеризується розквітом окремих князівств, князівськими суперечками, зростанням загрози нападів кочових племен та економічним застоєм звичних торгових шляхів. Початок цього періоду, за різними оцінками, припадає на час смерті Ярослава I Мудрого 1054 року або кінець князювання останніх правителів Києва при яких держава мала єдність — Володимира II Мономаха (1113—1125) та його сина Мстислава Великого (1125—1132)[36]. Феодальна роздробленість була узаконена на з'їзді князів у Любечі 1097 року. Після захоплення та розорення Києва суздальським князем Андрієм Боголюбським 1169 року, політичне й економічне значення міста впало.
- Монгольська навала на Русь у 1237—1241 роках, руйнування Києва 1240 року й включення князівств до складу держави монголів — Золотої Орди, поклали край існуванню Київської Русі та незалежності окремих князівств.

Хроногеографія руської держави
945 рік
1015 рік
1054 рік
1101 рік
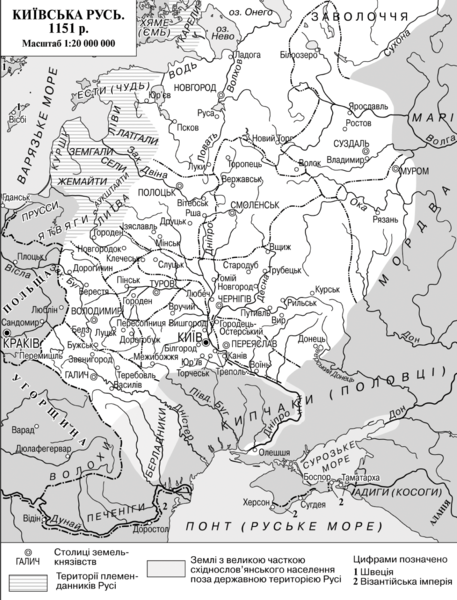
1151 рік
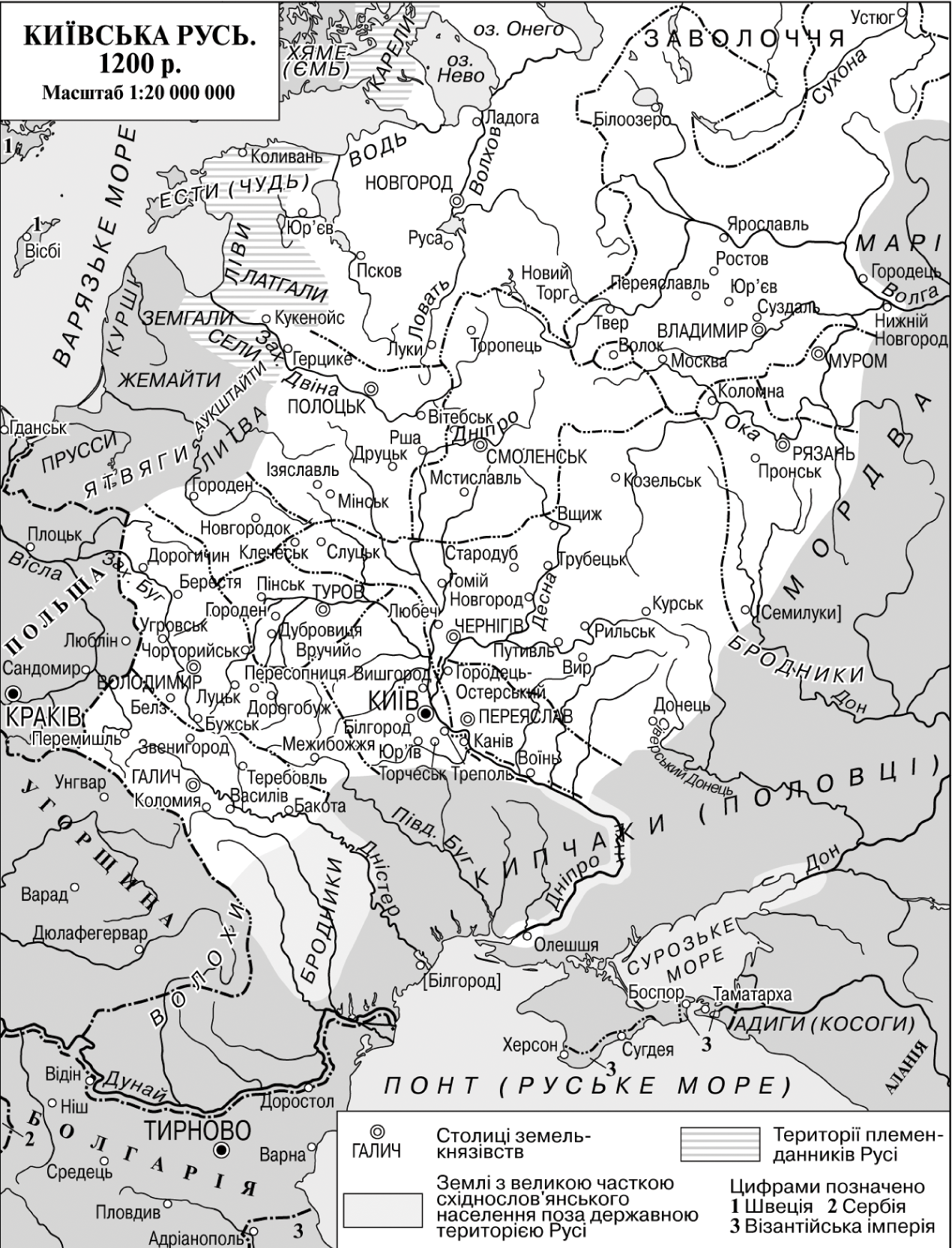
1200 рік
1226 рік

### Теорії утворення

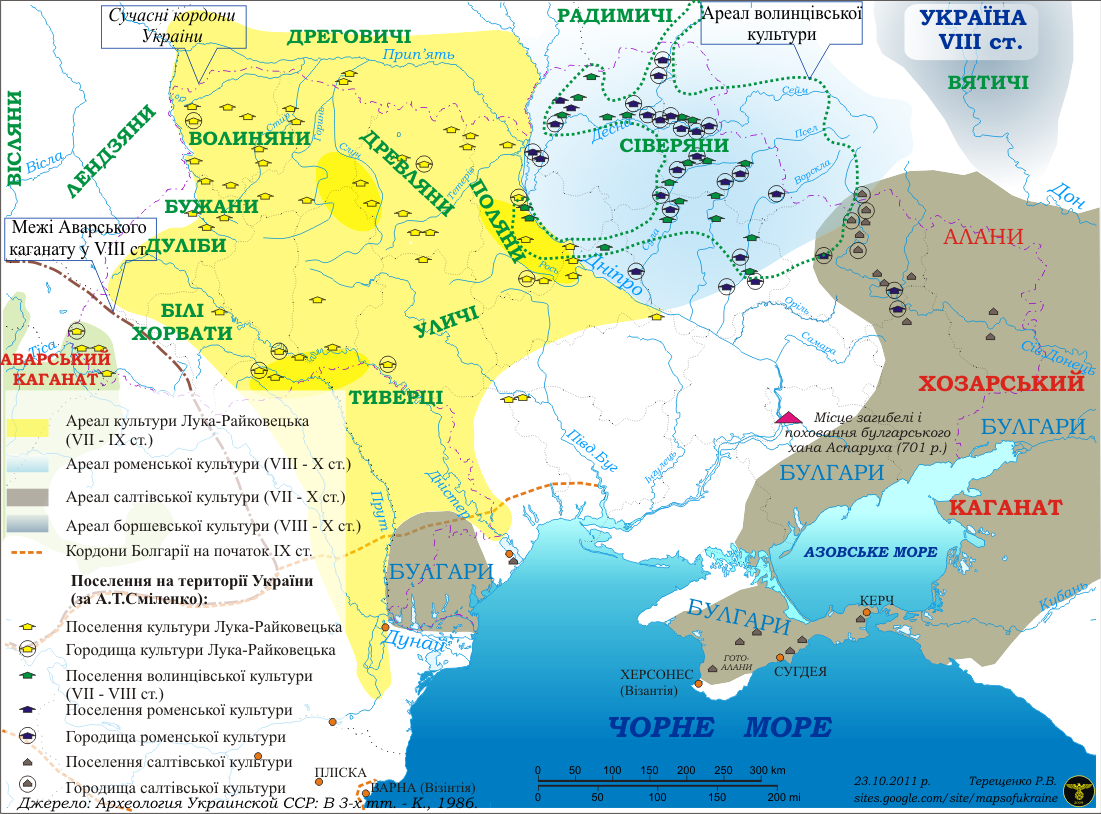
Карта земель України VIII століття

Наприкінці IX століття рівень державної організованості східних слов'ян все ще був низьким, частина племен не входила до племінних об'єднань, або охоплювалася ними частково. Існували невеликі держави або напівдержавні племінні княжіння. У той самий час процес державотворення в Європі розширювався. Зокрема, германські племена боролися за об'єднання і створили державу Карла I Великого, у VII столітті виникає Болгарська, у X столітті Польська, Чеська, Угорська та ін. Цей процес у Західній та Центральній Європі не міг не стимулювати державотворчість у східних слов'ян. Поляни в Наддніпрянщині, територія проживання яких стала називатися «Руською землею» в IX столітті, грали фундаментальну роль у консолідації різних племен у більшу Руську державу.
Слов'янські племена, у яких відбувалося майнове розшарування, виділилася керівна верхівка, підійшли до такого рівня соціально-економічного розвитку, коли державність, що охоплювала б усі племена, стала історично необхідною. Утворення перших слов'янських держав Східної Європи розвивалось органічним чином, внаслідок економічного зростання, торгівлі та потреби протидіяти сусіднім сформованим державам — Хазарії, Візантії. Скандинавське походження їхніх лідерів є випадковістю й звичним явищем утворення династій в Європі. Самі нормани на той час ще не утворили власних національних держав, але досить активно очолювали наявні західноєвропейські державні утворення (Нормандія, Британія, Південна Італія, Левант). Зміна династій 882 року, перехід Новгородщини під владу Києва та захоплення таким чином повного контролю над шляхом «із варяг у греки» сприяло об'єднанню з часом усіх східнослов'янських та деяких фіно-угорських племен у єдину державу — могутню Давньоруську державу.

#### Норманська теорія
Уперше запропонована німецькими істориками Російської імперії XVIII століття, Баєром і Міллером. Виводить державу від перших норманських князів Києва — Аскольда і Діра, а також скандинавської династії варяга Рюрика. Нормани — загальна назва для середньовічного населення Скандинавії, з якого викристалізувалися сучасні шведи, норвежці, данці. У слов'янських літописах тотожні з варягами. У VII—IX століттях вони почали широкі завойовницькі походи в Європу. У Західній Європі вони грабують, руйнують Німеччину, Францію, Англію, Італію та ін. Нормани відіграли ключову роль у формуванні і становленні Давньоруської держави. Нормани активно освоювали східну частину циркумєвропейських водних торговельних шляхів річками Західна Двіна, Волхов, Дніпро («з варяг у греки»), Волга («з булгар у перси»), торували шляхи до Костянтинополя і на Близький Схід Каспійським і Чорним морями в пошуках скарбів і слави. У верхів'ях Волги нормани підкорили місцеві угро-фінські й балтські племена (меря, мурома, мещера та ін.) і встановили своє панування над Волзьким шляхом через Каспій до Персії. Густо заселяють верхів'я Дніпра (Гньоздово).

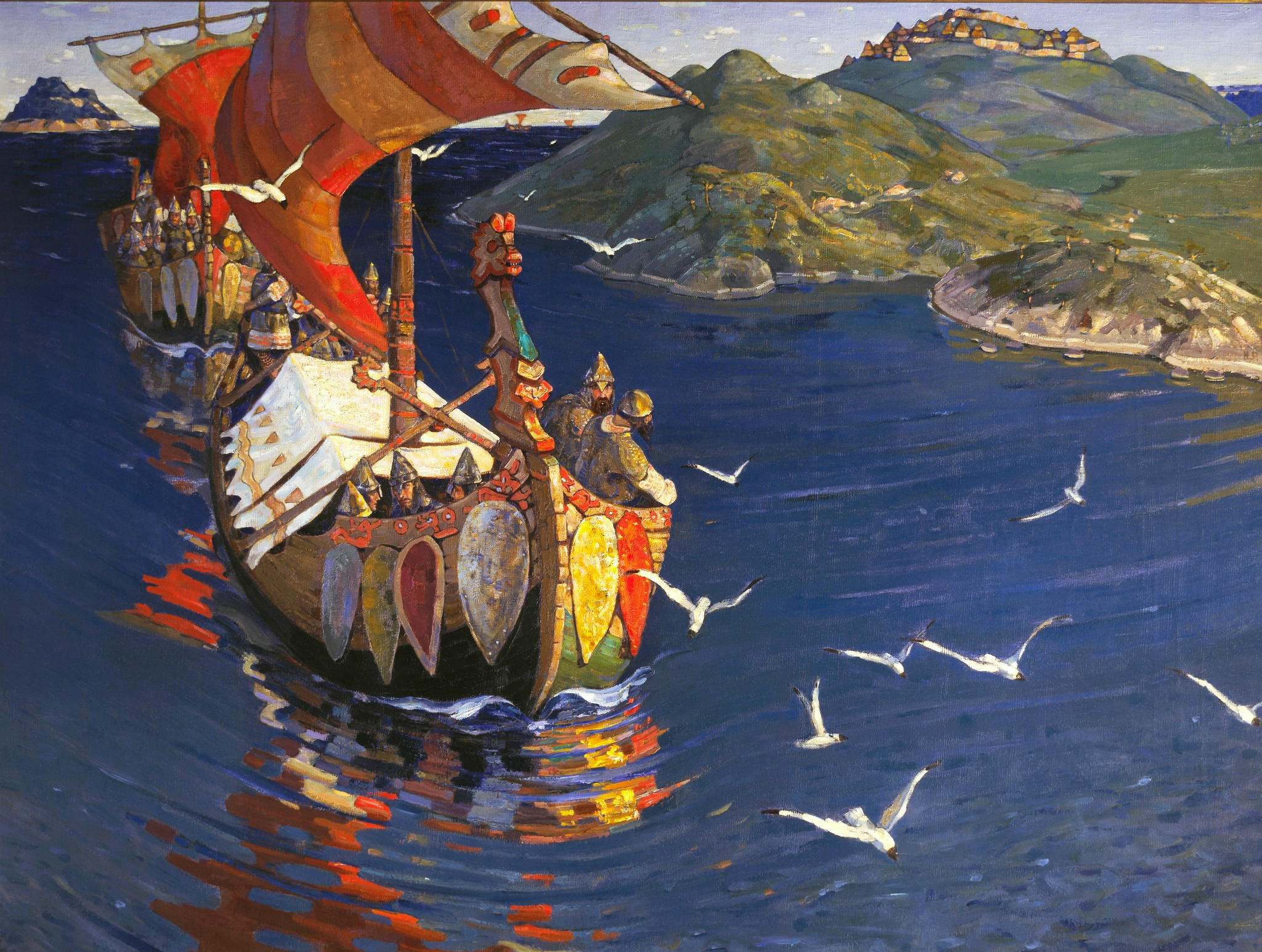
«Гості з-за моря», Микола Реріх, 1901 рік
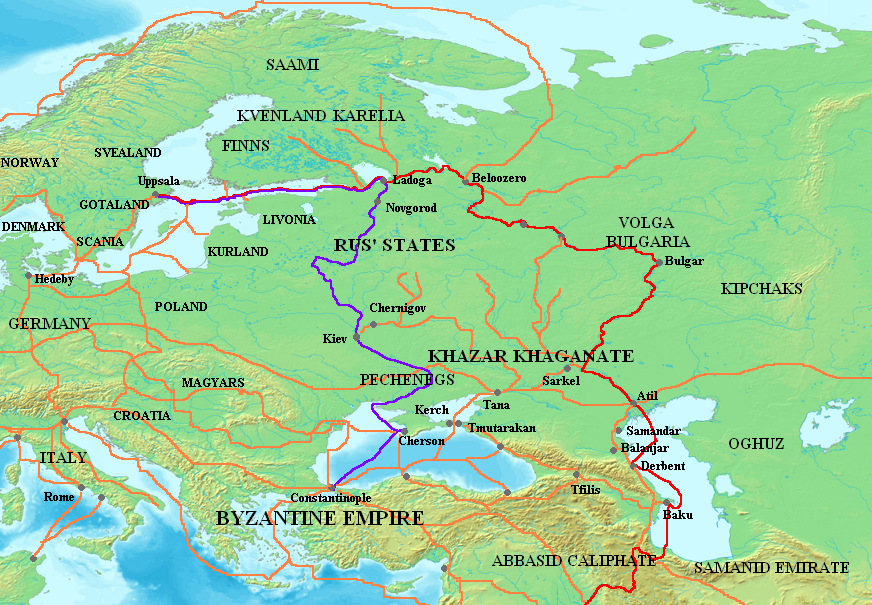
Торгові шляхи Східної Європи
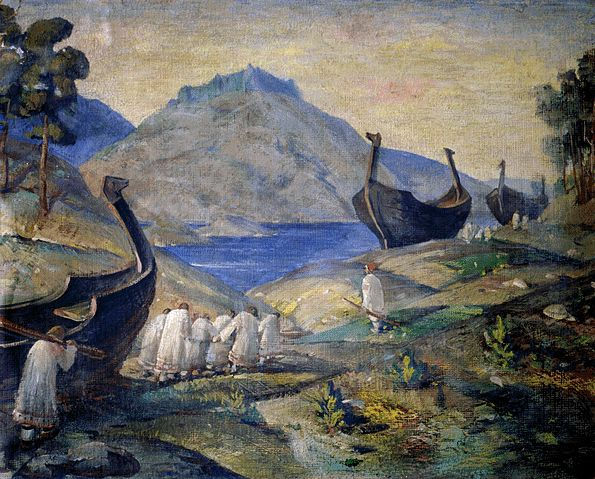
«Волокуть волоком», Микола Реріх, 1915 рік
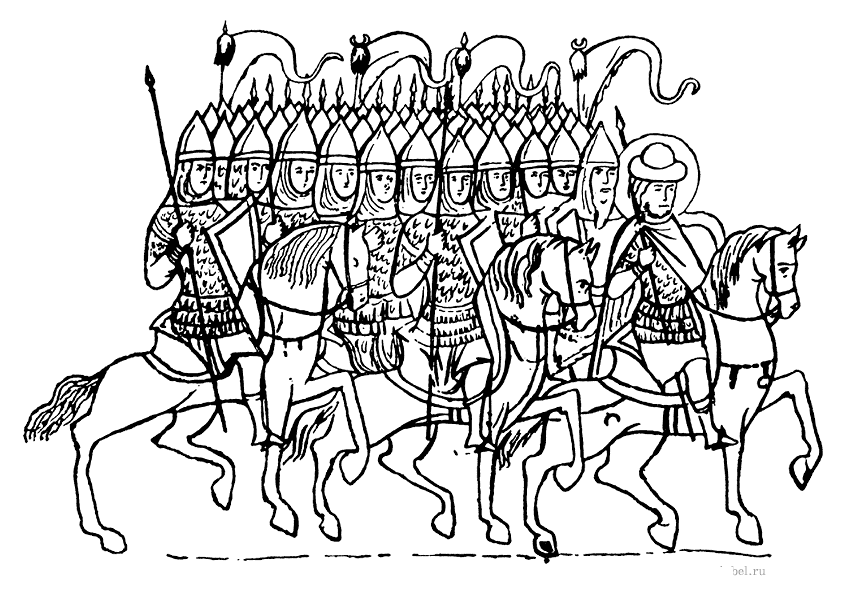
Княжа дружина
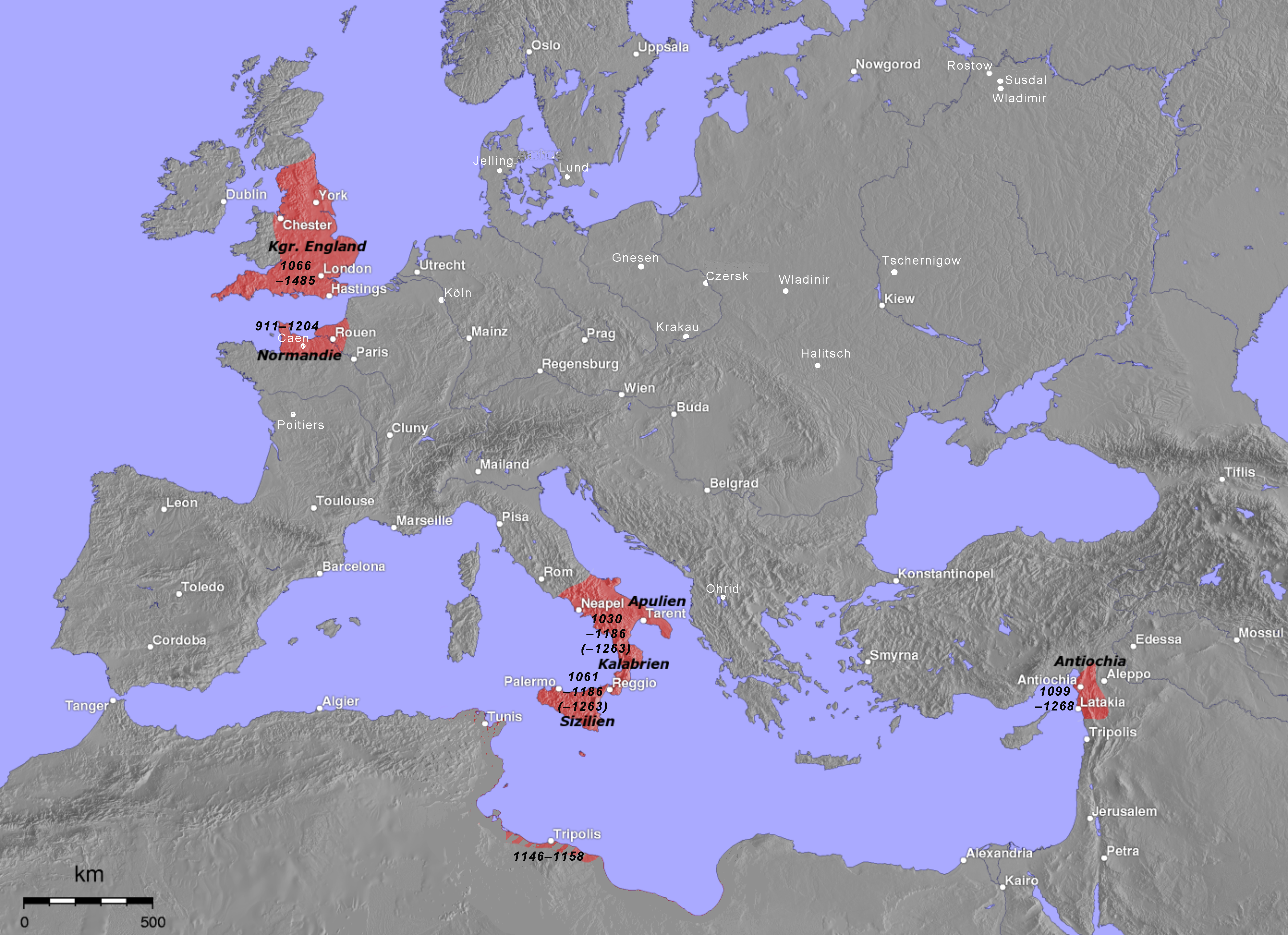
Норманські держави початку XII століття

Схожим на західноєвропейські події є процес становлення державності у Східній Європі. Літопис оповідає, що 859 року варяги прийшли з-за моря, брали данину з «чуді, із словен і з мері, і з весі, кривичів». 862 року ці племена вигнали варягів «за море», але не змогли організувати свою владу і закликали інших варягів, щоб її організувати. Прибули три брати: Рюрик, Синеус і Трувор. Рюрик став князювати у Новгороді, Синеус — у Білоозері, Трувор — в Ізборську.
Два дружинники Рюрика, Аскольд та Дір, відпросилися в нього у похід до Візантійської Імперії, спустилися нижче по Дніпру та наткнулися на містечко Київ, де вони і залишилися та стали правити полянами. Згідно з Повістю минулих літ, у 866 році Аскольд в Дір організували перший похід на Константинополь, що дозволив Києву увірватись на політичну арену Європи. Після смерті братів, Рюрик став єдиновладним князем, об'єднавши під владою варягів північні слов'янські племена словенів, кривичів та фінські — мерю, весь, чудь. Літописи повідомляють, що перед своєю смертю Рюрик передав правління своєму родичу Олегу й доручив йому малолітнього сина Ігоря. Поряд із цим є відомості, що Ігор був рідним сином Олега. 882 року Олег із великим військом рушив на південь, завоював Смоленськ, Любеч та інші землі, обійняв владу в Києві, хитрістю скинувши Аскольда і Діра, що правили містом, та не визнав їх повноправними князями.

#### Антинорманська
З'явилась як критика російського вченого Михайла Ломоносова тез попередньої гіпотези і бажання щось протиставити засиллю німецької культури в тогочасній Росії. За свого життя йому не вдалося завершити власну працю «Давня російська історія». Проте його ідеї в подальшому взяли на озброєння патріотичні сили в пропагандистських цілях.

#### Хозарська
Спробою кардинально змінити напрям пошуку стала хозарська гіпотеза професора Гарвардського університету Омеляна Пріцака. Що виводить коріння Київської держави з Хозарського каганату. На думку Пріцака, поляни були не слов'янами, а різновидом хозар, а їхня київська гілка — спадкоємницею роду Кия, який заснував (іноді вживається термін «завоював») Київ у VIII столітті. Хозарський каганат виступав у IX столітті єдиним державним механізмом на Лівобережній Україні, що контролював торговельні шляхи і взаємодіяв із іншою великою державою, Візантійською імперією, під вплив якої підпадав південь і південний захід сучасної України. Однак ця версія не витримує критичної перевірки. Археологічні дослідження стародавнього Києва свідчать про місцеву слов'янську самобутність його матеріальної культури. Пам'ятки салтово-маяцької археологічної культури (хозарської) зустрічаються надзвичайно рідко й не становлять навіть 1 % загальної кількості знахідок.

#### Автохтонна
Низка науковців, зокрема академік Петро Толочко, дійшли висновку, що в Києві 882 року стався спрямований проти князя-християнина Аскольда державний заколот, у якому імовірно брали участь язичники — бояри з великокнязівського оточення. Як наслідок, до влади прийшла нова династія — Рюриковичі. Про жодне норманське завоювання й створення Руської держави, таким чином, не можна говорити. Олег зі своєю дружиною стали на службу середньовічній ранньофеодальній слов'янській державі, яка на той час пройшла вже довгий шлях розвитку. Не випадково варяги не змінюють і її назви. На думку сучасних дослідників «варяги» — скандинави-найманці, воїни, прийняті на певних умовах (за угодою) до війська руських князів. Слід зазначити, що ця думка повністю узгоджується із дослідженнями Грушевського «Анти — племена, що утворили етнографічну цілість, яку тепер звемо українсько-руською». Тобто Русь не виникала на порожньому місці, а є прямим спадкоємцем Антського союзу.
Варяги приходили на Русь не лише як дружинники своїх конунгів (вождів, князів), але також як купці, поєднуючи військову службу з торгівлею. Вони були нечисельними вкрапленнями у величезний слов'янський світ, що мав досить високу культуру. Тому процес їхньої асиміляції слов'янами здійснився дуже швидко, і варяги не зіграли, та й не могли зіграти вирішальної ролі у формуванні і розвитку великої середньовічної слов'янської держави — Київської Русі. Нині фахівці виваженіше підходять до оцінки ролі «варязького чинника» в політичному житті Східної Європи. Яскравим свідченням цього є вислів одного із західних дослідників Г. Штокля:
| «Перша руська держава середньовіччя виросла з поєднання багатьох елементів. Варяги були лише елементом серед багатьох, однією історичною силою серед інших. Руська історія тільки через варягів є така сама фікція, як руська історія без варягів».[46] |

### Період зростання

#### Князювання Олега

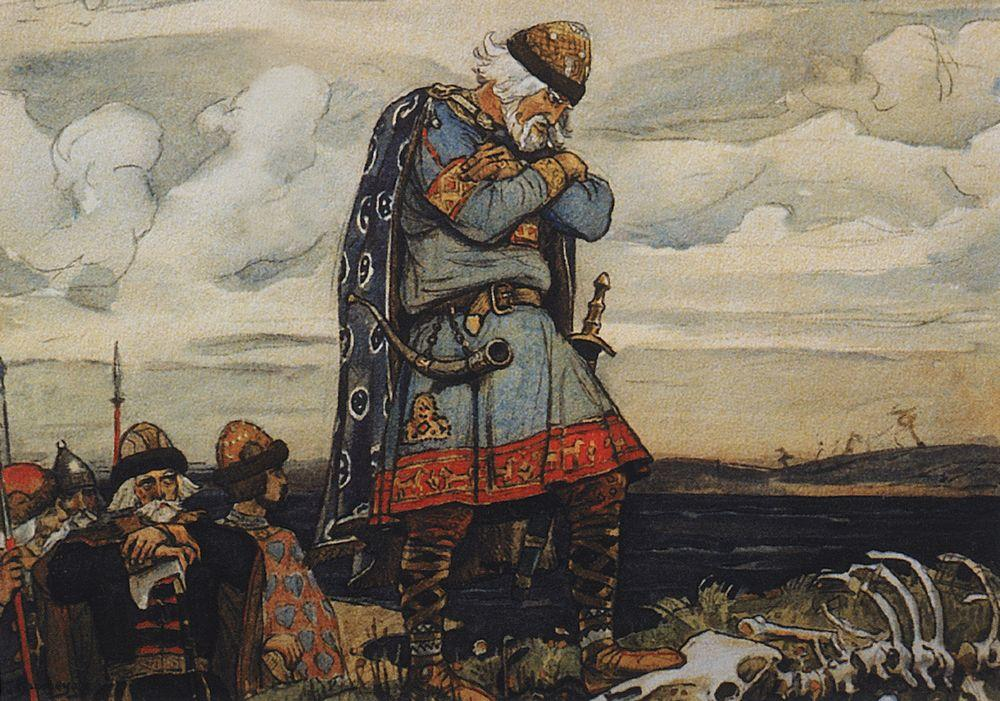
Олег біля кісток коня. Ілюстрація до «Піснь про віщого Олега» О. С. Пушкіна.

Осівши в Києві, князь Олег Віщий (882—912) проголосив його «матір'ю міст руських». Після цього, за кілька років у результаті численних війн і походів підкорив своїй владі племена деревлян, сіверян, радимичів, а також почав збирати данину з ільменських словен, кривичів та мері. Загалом влада Києва тепер поширювалася ще й на радимичів, хорватів, уличів, чудь та інші фіно-угорські племена.
Значних успіхів він досяг і на міжнародній арені. Одним із важливих заходів Олега були дії, спрямовані на захист держави від нападів сусідів, зокрема й варягів. Цій меті слугувала данина варягам у триста гривень на рік — «заради миру», яка виплачувалася до смерті князя Ярослава I Мудрого. Це був своєрідний договір про «мир і дружбу». У такий самий спосіб (данина 10 тис. марок) Олег порозумівся з уграми, які проходили через землю Русі на Захід. Компенсацією за ці матеріальні витрати стала данина, яку Візантія виплачувала Русі «заради миру» за договорами з часів Аскольда.
У Повісті минулих літ описано похід Олега на Царгород 907 року. Значна частина істориків вважає його легендарним, оскільки він відсутній в інших джерелах. Відомості про цей похід можуть базуватися на поході 860 року Аскольда і Діра, або на пізніших походах Ігоря.
911 року було підписано новий, значно вигідніший і ширший договір. Було укладено і воєнні угоди. Цікаво, що Олег на знак перемоги прибив щит на воротях Царграда (так слов'яни тоді іменували Константинополь).

#### Ігор Рюрикович

Київська Русь (945).

Наступник Олега, князь Ігор (912—945), син легендарного новгородського князя Рюрика продовжив справу свого попередника. Перш за все він приборкав непокірних деревлян, підкорив слов'янські племена тиверців та уличів між Дністром і Дунаєм. Двічі ходив в похід на схід: 913 року за угодою з хозарами пройшов до берегів Каспійського моря і дістався Баку, руйнуючи і грабуючи все на своєму шляху. 943 року ходив на багаті мусульманські міста Кавказу, де захопив велику здобич.
У роки князювання Ігоря на кордонах Київської Русі вперше з'явилися племена печенігів. У 915 році вони уклали договір з Києвом і відкочували до Дунаю, однак 930 року порушили угоду і почали напади на землі київського князя. Дослідження[джерело?] сучасних істориків свідчать, що це пов'язано з інтригами візантійської дипломатії, яка використовувала печенігів для ослаблення Русі[джерело?]. У Києві не зразу здогадалися про підступність імператорського двору і аж до 30-х років X століття надавали Візантії військову допомогу. Зокрема, русичі у складі імператорської армії брали участь у війнах в Італії.
У 30-ті роки X століття економічна, військова і політична міць Русі продовжувала зростати. Русь посилює свої намагання міцно утвердитись у Північному Причорномор'ї, а також на східних торговельних шляхах, особливо у Приазов'ї, Поволжі, Закавказзі. Але найбільші зусилля великий князь ігор спрямував на боротьбу з Візантією. На початку 40-х років X ст. імперія припинила виплату Русі щорічної данини і 941 року починається війна. Ігор організував похід на Візантію великої флотилії, однак у морській битві біля Константинополя греки використали пальну суміш — «грецький вогонь», яким спалили багато човнів і примусили руське військо відступити. Після цієї невдачі Ігор організував новий похід 943 року, однак імператор Візантії запропонував мир і відновлення виплати данини. Русичі отримали дари і від Дунаю повернули додому. 944 року було укладено новий русько-візантійський договір, який увібрав в себе статті угод 907 і 911 років. Однак умови торговельної діяльності руських купців були погіршені.
Згідно з літописною легендою Ігор загинув у 945 році, під час спроби вдруге зібрати з деревлян данину. Така форма збирання, відсутність законодавчо встановлених розмірів податку призводили до того, що в населення часто забиралося майно, руйнувалося господарство. У країні загалом, а надто у волелюбних древлян та інших племен, зростало невдоволення. Древляни влаштували під Іскоростенем засідку, в якій загинули Ігор і його невелика дружина.

#### Княгиня Ольга

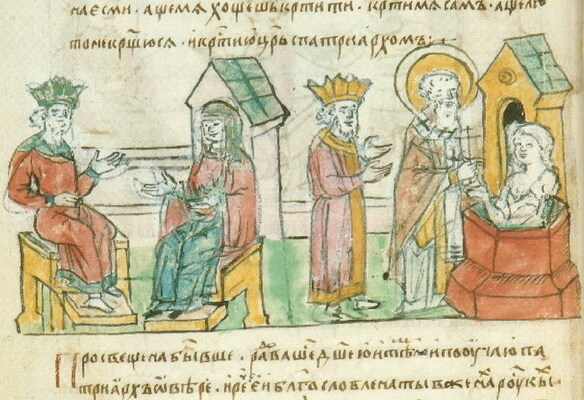
Хрещення Ольги в Царгороді. Мініатюра з Радзивіллівського літопису.

Після смерті Ігоря залишився малий син Святослав, і правління державою перейшло до його матері, княгині Ольги (945—964). Вона стала правителькою величезної, ще не впорядкованої держави, де вибухали повстання проти центральної влади. Ольга жорстоко розправилася з деревлянами, спаливши їхнє головне місто Іскоростень. Частину жителів було вбито, інших — перетворено на рабів. Та жорстока розправа була законною кривавою помстою, традицією тих часів.
Після цього всі подальші роки її правління характеризувалися миром і спокоєм. Тому літопис ставиться до неї, як до наймудрішої серед людей. Виявом її високої політичної і культурної зрілості було її охрещення, а також толерантне ставлення до інших вірувань. Ольга приділяє велику увагу внутрішнім справам, конкретно аналізує розвиток кожного регіону держави. З цією метою вона об'їхала на возі і санях величезну територію своєї країни, побувала і в недавно підкорених землях, що було досить небезпечно. Першою серед князів навела порядок в організації збирання податків, визначила їхні фіксовані розміри. Податки за часів Ігоря та Ольги сплачувалися переважно хутром, а грошовою одиницею була «куна» — шкурка куниці. Було встановлено, що данина ділилася на три частини, з яких дві йшли на державні витрати, а третина на потреби княгині, її міста Вишгорода. У цьому визначилась ідея поділу між бюджетом і власністю князів, що засвідчувало високий рівень державного мислення як керівної еліти, так і суспільства в цілому.
Ольга виявила глибоке розуміння міжнародного становища свого часу в Європі, 940 року здійснила важливий державний візит до Візантії, встановила з нею досить дружні відносини, відновила військовий союз. Вона також зуміла встановити дипломатичні зв'язки зі Священною Римською імперією.
Таким чином, за складних зовнішніх і внутрішніх обставин вона здійснювала обережну, виважену політику, тримала державну систему в міцних руках, не давши їй розвалитися чи ослабнути, а також вела мудру й ефективну дипломатичну діяльність.

#### Святослав I Хоробрий

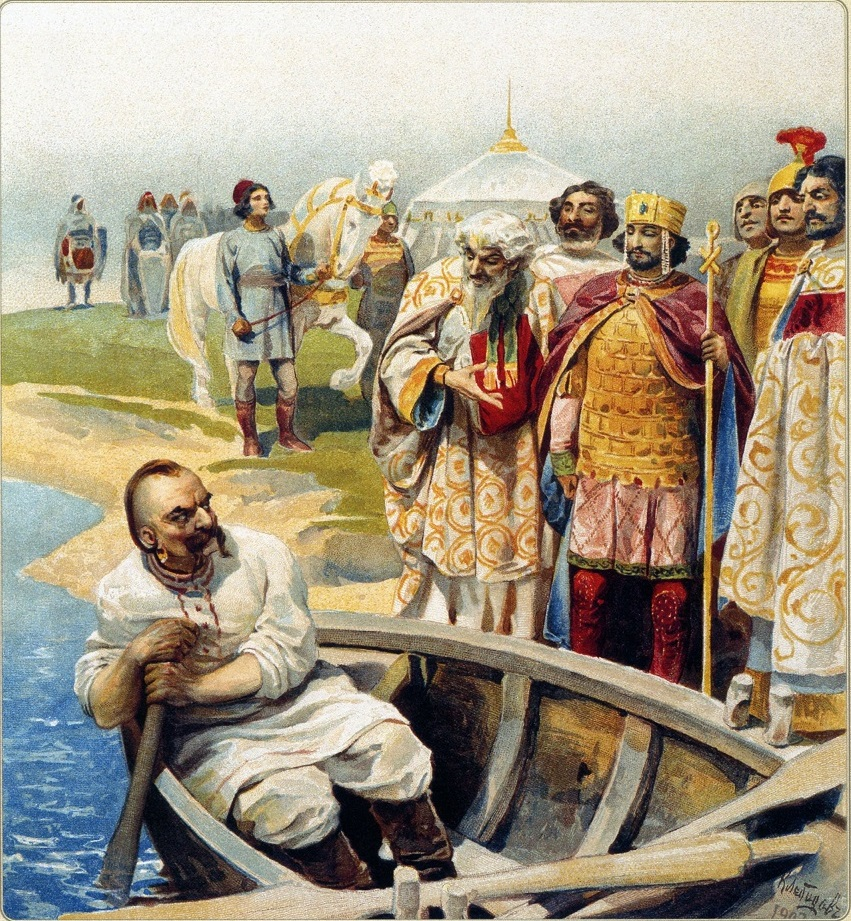
Клавдій Лебедєв. Зустріч Святослава I Хороброго з візантійським імператором Іоанном I Цимісхієм на березі Дунаю.

Значно розширилася Русь, зросла її могутність та міжнародна вага за часів сина Ігоря й Ольги Святослава (964—972). Це був мужній, войовничий князь із лицарською вдачею, що провів усе своє правління у війнах, охопивши своїми походами грандіозну територію в Європі й Азії.
Святослав розпочав князювання походами на Оку та Волгу у 964—965 рр. Пройшовши землю в'ятичів, він завдає удар по союзниках Хозарії, об'єднаннях волзьких булгар та буртасів (мордви), а потім розбиває Хозарський каганат. Далі руси пішли на Північний Кавказ, де перемогли ясів (осетинів) і касогів (черкесів), а потім рушили на Каспій і зруйнували Семендер. Святослав також зміцнив своє панування на Тамані, де згодом виникає князівство Тмутороканське. Після переможного походу на Схід він підкорив в'ятичів і, загалом, завершив об'єднання всіх племен східних слов'ян у єдиній державі.
Внаслідок походу 964—965 рр. Русь розгромила великий Хозарський каганат, що дало можливість закріпитися у межиріччі Волги і Дону. 965 року русичі захопили Саркел. Від часу усунення хозар господарями південноруських степів до річок Сули і Рось стали печеніги, що блокували торгові шляхи до країн арабського Сходу.
Зовнішньополітична активність Святослава Ігоровича турбувала Константинополь, і візантійська дипломатія таємно намагалася зіштовхнути Русь із одним із її сильних сусідів, зокрема Болгарією. Це була традиційна політика імперії: нацькувати одних варварів на інших. Святослав погодився допомогти грекам у війні з Болгарським царством.
968 року починається перший балканський похід Святослава. У битві під Доростолом болгари зазнали поразки, руські війська заволоділи багатими придунайськими містами і захопили Східну Болгарію. Резиденцією руського князя стає місто Переяславець. Там, як він казав, «усі добра сходяться: із греків — паволоки, золото, вина й овочі різні, а з чехів і з угрів — срібло й коні, із Русі ж — хутро і віск, і мед, і невільники». Однак, 969 року, довідавшись про облогу Києва печенігами, Святослав змушений повернутися в Русь. Розбивши печенігів, він проводить деякі заходи щодо зміцнення управління державою: посадив на Київському столі старшого сина Ярополка, у Древлянській землі — Олега, у Новгороді — Володимира. Цим було покладено початок державній реформі, внаслідок якої Русь поступово ставала володінням однієї князівської династії. Сам Святослав 969 року повертається на Дунай і починається його другий Балканський похід.

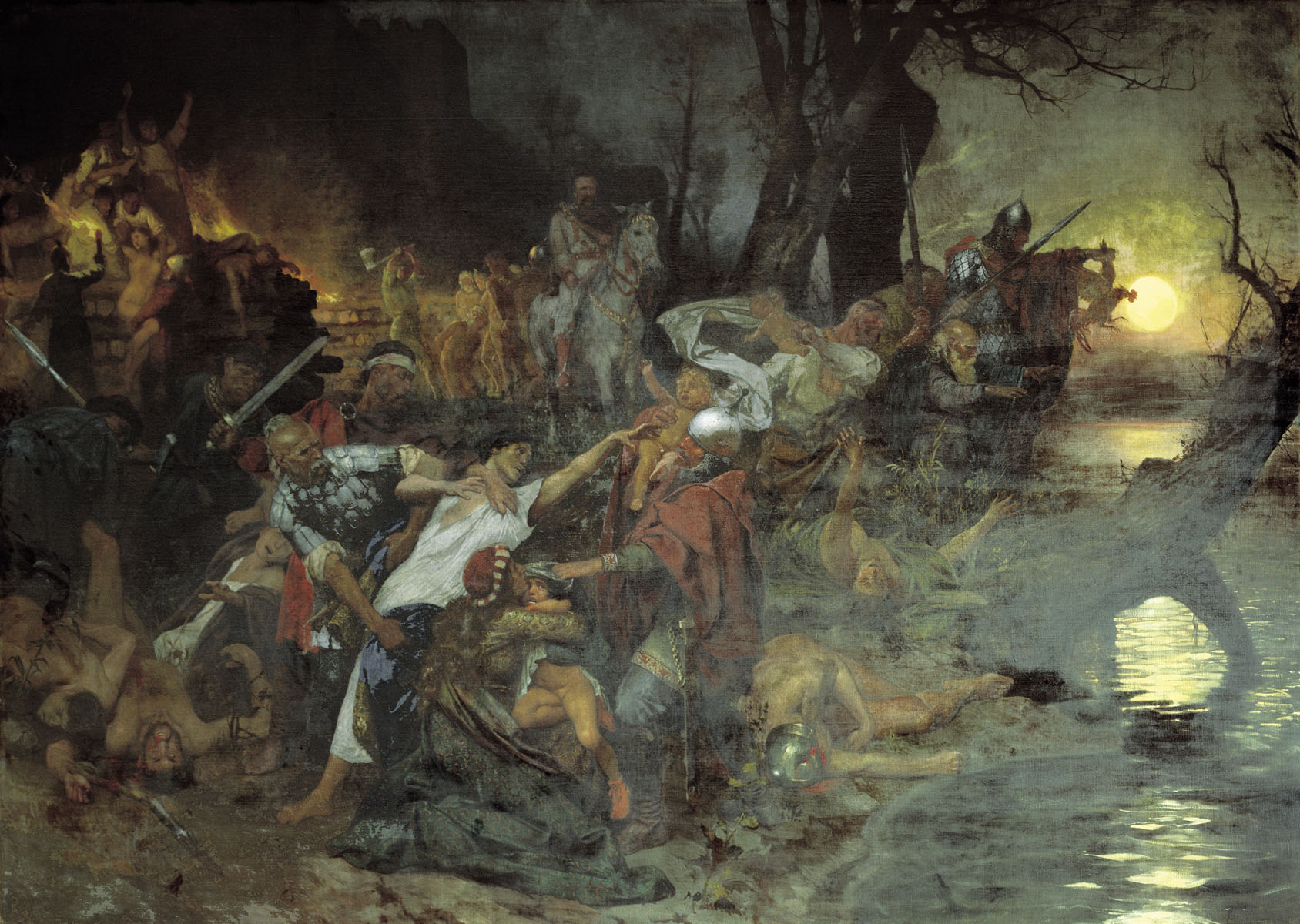
Генрик Семирадський. «Воїни Святослава святкують тризну під час захоплення Доростола».

Та ситуація на Балканах змінилася не на користь Русі. Коли київський князь здобув низку перемог, Візантія різко змінила свою політику, і сам імператор Іоанн I Цимісхій пішов із величезним військом вибивати свого недавнього союзника з Болгарії. Почалася завзята боротьба у невигідній для русичів ситуації: відірваність від батьківщини, чуже населення, велика перевага військових сил противника та ін. Святослав боронив не тільки свої завоювання, але й честь руської землі. Літопис сповіщає, що він заохочував своїх воїнів до мужності в бою словами: «Так не посоромимо Землі Руської, ляжемо кістьми тут, і бо ж мертвий сорому не знає». У низці битв візантійців було розбито. Однак в останній, одній із найбільших, битві під Аркадіополем руське військо зазнало поразки. Після кількох місяців виснажливої боротьби знесилені сторони перейшли до переговорів і підписали договір, за яким війська Святослава дістали можливість почесно відійти у свою країну. Поряд із цим Русь відмовлялася від претензій на візантійські володіння в Криму та на Дунаї. Договір 971 року відновлював дію угод 907 та 944 рр., у результаті чого Русь повернулася до мирних і союзних відносин з Візантією.
Під час повернення до Києва біля дніпрових порогів на розпорошені, на ослаблені сили русичів напали печеніги, яких намовила Візантія, вбили Святослава та багатьох його дружинників. Святослав був визначним політичним діячем X століття, діяльність якого сприяла широкому виходу Русі на міжнародну політичну арену, служила фактором розширення, зміцнення і подальшого розвитку давньоруської держави. Однак, дбаючи про міжнародний авторитет Русі, її територіальне розширення, зміцнення економічних позицій на чорноморських ринках, руський князь не приділив достатньої уваги внутрішнім справам. Святослав, безумовно, був природженим полководцем, лицарем навіть у ставленні до ворогів і таким він увійшов в історію. Переважна частина його війн були відверто агресивними, орієнтованими на зростання могутності держави, мала кривавий, жорстокий характер.
Загибель князя Святослава від рук печенігів продемонструвала, що ці орди становили дедалі більшу загрозу й боротьба з ними ставала для Київської держави життєвою необхідністю. А це означало, що зовнішньополітичний фактор у її житті продовжував залишатися одним із найважливіших, вимагаючи подальшого зміцнення її внутрішнього становища.

### Період розквіту

#### Володимир Великий

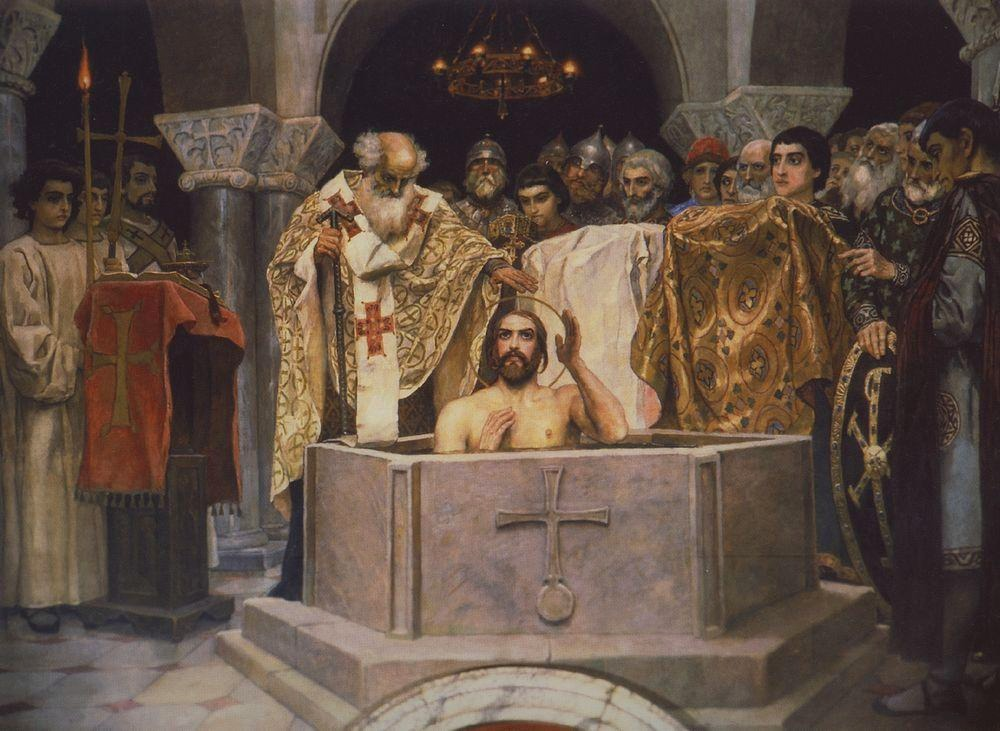
Хрещення Володимира. Фреска В. М. Васнецова.

Київська Русь (1015).

За часів Святослава Київська держава являла собою величезну країну з територією 800 тис. км². До її складу входило до 20 об'єднань племен та земель — слов'янських і фінських. Весь цей конгломерат ще не був об'єднаний нічим, окрім княжої влади, ослабленої Святославом та міжусобицями його синів у перші роки після його смерті. Ця боротьба за владу між князями Ярополком I, Олегом та Володимиром тяглася досить довго (972—979) і завершилася перемогою новгородського князя Володимира (980—1015). У перші роки правління в Києві Володимир продовжував політику свого батька, спрямовану на розширення меж держави. Уже 979 року, прямуючи з дружиною з Новгорода на Київ, дорогою князь завоював Полоцьке князівство і приєднав до Київської держави. У 981—993 роках було здійснено кілька вдалих походів. Він остаточно підкорив непокірні племена в'ятичів і радимичів, відвоював у польських королів давньоруські червенські міста (Червен, Белз та ін.), заволодів частиною землі литовського племені ятвягів, де збудував місто Берестя (Брест), захопив Херсонес (Корсунь) у Криму, що належав Візантії, здійснив вдалий похід у Закарпаття тощо. У кінці X ст. в межах Київської Русі було об'єднано всі східнослов'янські племена.
З часом у зовнішній політиці князя Володимира формується новий відтінок: дедалі більша увага зосереджується на захисті власних кордонів, особливо від печенігів: будуються лінії укріплень, а також нові міста. Однак, хоч Володимир вів боротьбу з печенігами до кінця свого життя, ліквідувати цю небезпеку йому не вдалося. Поступово князь дедалі більше надає пріоритетне місце внутрішнім проблемам: зміцненню держави, її єдності, консолідації земель, підвищенню добробуту людей. З метою укріплення князівської влади, її централізації у руках своєї династії в усіх великих містах і землях він призначив намісниками своїх численних синів, їх у нього було 12, від різних жінок. Варязьку дружину він замінив укомплектованою русичами і постійно про неї дбав, виконував її бажання, радився з нею, з неї також призначав намісників, воєвод. За його правління зникають місцеві «ясні князі», і племінні назви поляни, сіверяни, радимичі тощо заміняються на кияни, чернігівці, смолянії і т. д.

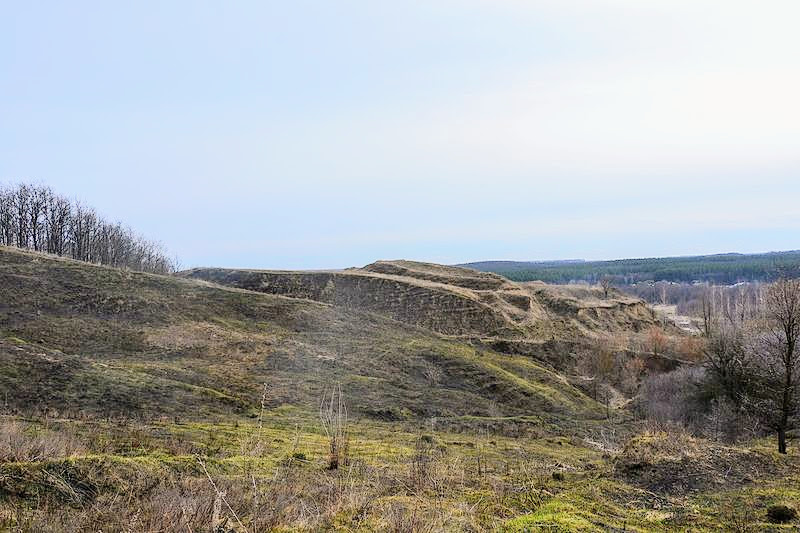
Залишки городища в селі Заріччя. Укріплення було збудоване за часів правління князя Володимира

Однак найбільш ефективним і далекоглядним заходом, спрямованим на укріплення влади, зміцнення єдності держави, на піднесення моральної та культурної зрілості тогочасного суспільства, було здійснення низки релігійних реформ і запровадження християнства. На той час язичництво себе вичерпало. Воно відповідало первісному суспільству та початковим стадіям формування держави, коли кожне плем'я мало свого князя, а часто і свого Бога, коли важливою життєвою потребою людей було вміння знайти можливості порозуміння з природою. Язичництво не вирішувало проблем людського співіснування в умовах соціальної нерівності. Авторитет великого князя потребував освячення єдиною вірою. Поряд із цим не можна ігнорувати і впливи країн, що оточували Київську Русь. 864 року було охрещено Болгарію, у 928—936 роках — Чехію, у 962—992 роках — Польщу. Вони своїм прикладом стимулювали прийняття Руссю християнства, яке несло в собі високий потенціал моралі, культури, доброти у стосунках між людьми. Володимир розумів, що, тільки прийнявши християнство, його держава зможе ввійти як рівноправна до кола європейських держав.
Сприяло введенню християнства і те, що воно мало на Русі глибоке коріння. Протягом IX століття у Києві існували християнські громади. Князь Аскольд був християнином. На Русі проповідували слово Боже видатні місіонери Андрій Первозваний, Кирило та Мефодій. Зрештою, княгиня Ольга і значна частина її оточення були християнами. Багато християн було і в оточенні самого князя Володимира.
Особисто Володимир охрестився 987 року, тоді ж одружився із сестрою імператорів Візантії Анною, а 988 року провів охрещення киян та жителів інших міст. Охрещення здійснювалося насильницькими методами, викликало невдоволення, намагання зберегти язичництво, особливо у північних землях. Незважаючи на опір, язичницькі ідоли знищувалися, а натомість будувалися християнські храми. Церква отримала широкі привілеї, значну автономію, на її потреби надходила десята частина княжих прибутків. На Русі творилася своя церква, певною мірою відмінна від візантійської і болгарської. Однією з характерних рис руської церкви був її тісний зв'язок із державною владою. Християнська релігія Русі увібрала в себе багато свят, традиційних обрядів східного слов'янства.
Прийняття християнства (східного варіанта — православ'я) Київською Руссю мало для неї велике історичне значення. Воно сприяло зміцненню князівської влади, єдності східнослов'янських племен. Одружившись із сестрою імператорів Візантії Анною, охрестивши країну, Володимир значно підніс її міжнародний авторитет, особливо серед сусідів — Польщі, Чехії, Німеччини, сприяв розширенню економічних та культурних зв'язків із багатьма європейськими країнами. Було відкрито двері для культурних впливів Візантії в усіх галузях життя: у сфері понять про державні і суспільно-політичні відносини, у шкільній освіті, книгарстві, у будівництві тощо. Великий вплив справляла церква на мораль суспільства, активно пропагуючи пом'якшення стосунків між людьми, засуджуючи звичаї помсти, злодійство, рабство, сороміцькі слова, розпусту, багатоженство та ін. Поряд із тим монастирі, церковні ієрархи самі були великими феодалами й освячували феодальний лад.
Тепер Володимир I Великий, християнин і керівник могутньої християнської держави, став одним з найвидатніших лідерів Європи. З ним підтримують дружні стосунки керівники Польщі, Угорщини, Чехії, Норвегії, Німеччини та ін. З багатьма з них Володимир I встановив численні династичні зв'язки, одруживши синів з доньками польського князя Болеслава I Хороброго, шведського короля Олафа I тощо. Першим серед руських князів Володимир починає карбувати свою монету — золоту і срібну, багато чого запозичивши від арабських країн, Візантії. На них було зображено самого князя, образ Христа, а на деяких замість цього було вибито тризуб.
За Володимира Руська держава перетворилася на одну з наймогутніших в Європі, а Київ за красою, розмірами змагався з Константинополем. Місто налічувало 8 базарів, 400 церков і т. д. За князювання Володимира починається нова доба в усіх галузях державного життя: політики, релігії, культури, торгівлі, будівництва та ін. Після смерті Володимира між його синами тяглися міжусобиці, в яких остаточно переміг і утвердився Ярослав. Але від 1022 року по 1036 рік він управляв Київською державою спільно з братом Мстиславом, що до цього князював у Тмуторокані. Ярослав керував правобережною частиною держави, а Мстислав — Лівобережжям.

#### Ярослав Мудрий

Київська Русь (1054)

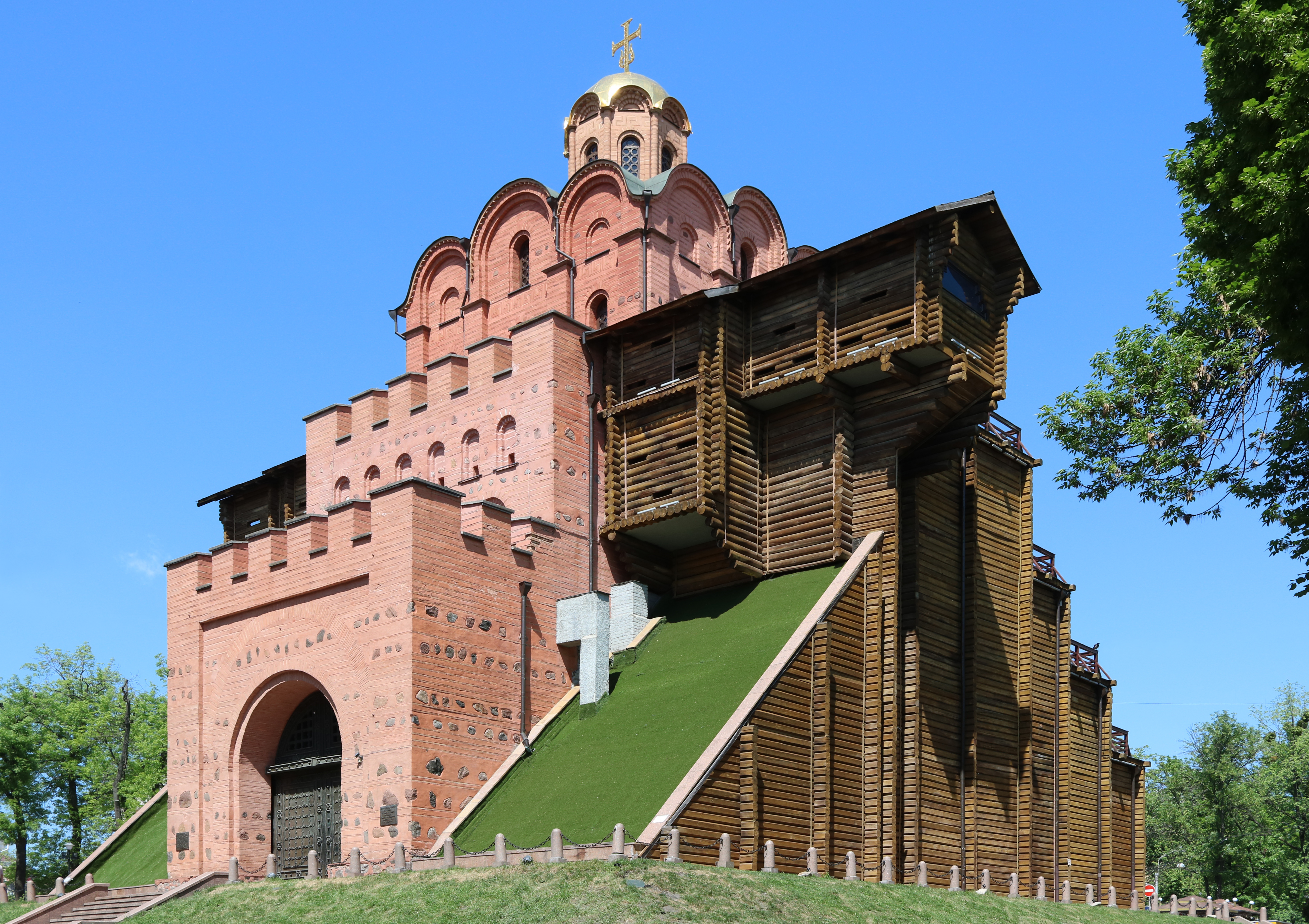
Золоті ворота, Київ

Ярослав Володимирович (1019—1054) відзначався мужністю, глибоким державним розумом, різнобічними знаннями, політичною гнучкістю, любов'ю до книг, за що й був прозваний Мудрим[джерело?]. Він продовжував справу батька зі зміцнення Київської держави, справу подальшого зростання її міжнародної ролі. Перш за все запроваджувалася лінія на розширення меж країни. 1030 року він підпорядковує своїй владі західний берег Чудського озера, де засновує місто Юр'їв (тепер Тарту). Приєднуються ще кілька фінських племен і їхні території на північному сході. 1031 року в Польщі було відвойовано червенські міста, захоплені нею 1018 року під час міжусобиць. 1036 року під Києвом удалося остаточно розгромити печенігів, і Русь дістала перепочинок у боротьбі з кочовиками, аж поки не з'явилися нові — половці. Однак загроза експансії степових сусідів залишалася реальною, і Київ обводять ще однією лінією фортифікацій уздовж р. Рось. За Ярослава 1043 року було здійснено останній похід на Візантію. У похід вирушила велика флотилія морем і сухопутна армія по західному берегу Чорного моря. Обидві сили зазнали поразки. Візантійці «грецьким вогнем» спалили значну частину флоту біля Босфору, решта повернула назад. Грецька ескадра рушила навздогін, але сама була знищена коло гирла Дніпра. Сухопутне військо візантійці розбили під Варною, 800 полонених русичів привели до Константинополя і осліпили. І все ж через деякий час відносини з Візантією стали покращуватись, і 1052 року остаточно утвердився мир, скріплений шлюбом четвертого сина князя Всеволода I з візантійською царівною. Однак це була поодинока невдача у зовнішній політиці князя Ярослава.
Значну увагу Ярослав приділяв відносинам із Польщею, де у першій половині XI століття відбувалася гостра міжусобиця, народні повстання, безперервні війни між групами вельмож. Київський князь підтримав спадкоємця польського престолу Казимира I Відновителя, який поступово зміцнював владу, утверджував порядок у країні. Ярослав здійснив кілька походів проти ворогів Казимира, надавав йому військову допомогу, дипломатичну підтримку, і це сприяння привело до відновлення міцної Польської держави, що в недалекому майбутньому повернулося проти руського народу.
Зібравши майже всі східнослов'янські землі, крім Полоцького князівства, яке Володимир виділив в окреме (воно твердо відстоювало свою незалежність), приєднавши ряд територій фінських та інших племен, Ярослав став одним з найсильніших володарів Європи, а Русь зайняла одне з чільних місць у системі європейських держав.
У середньовічній Європі ознакою престижу династії була готовність панівних груп сусідніх країн вступити з нею у шлюбні зв'язки, і в цьому авторитет Ярослава був великим. Його називали «тестем Європи». Дружина його була шведською принцесою, одну з його сестер узяв за себе польський король, іншу — візантійський царевич. Поряд із цим кілька його синів одружилися з європейськими принцесами, а три доньки вийшли заміж за французького, норвезького й угорського королів. Особливо гучної слави набула у Франції донька Ярослава Анна, яка брала участь в управлінні державою за життя чоловіка, короля Генріха І. Після його смерті вона залишилася регенткою. На королівських документах збереглися її підписи кирилицею та латинською мовою, тоді як король і більшість вельмож ставили хрестики, бо були неписьменні.
Продовжуючи справу батька, Ярослав надає пріоритетного значення зміцненню внутрішньополітичного становища. У цій сфері він спирався на бояр, які на той час зміцнилися, посилили свій вплив на життя країни. Варяги вже повністю втратили своє попереднє значення і востаннє згадуються 1036 року. Всі Ярославові воєводи були місцевого походження. Намісниками у головних містах були сини князя. Таким чином, Ярослав багато зробив для вдосконалення державного і політичного ладу. З цією метою було вироблено і кодекс законів «Руська правда». Вона перш за все захищала інтереси феодалів, великого князя, також інтереси народних мас від грубих форм феодального свавілля, які могли спровокувати народні виступи. Кровна помста замінялася штрафами, які встановлювали князь чи його намісники. Все це свідчило, що керівник країни дбає про життя своїх підданих, про підвищення організованості і цивілізованості суспільства.
Ярослав надавав різноманітну і значну підтримку церкві і за її активної участі зміцнював ідеологічну основу суспільства. Він дбав про поширення християнської релігії, організацію церкви, розповсюдження візантійської освіти, культури, будував багаті храми, великі монастирі. Зокрема, на місці перемоги над печенігами 1036 року було збудовано браму з церквою Благовіщення, згори вкриту позолоченим металом — тому й назва «Золоті ворота»: збудовано собор святої Софії, відому на весь світ величну архітектурну пам'ятку. У Києві з'явилися монастирі св. Юрія, Печерський. Чудові храми, монастирі збудовані і в Чернігові, Чудові у Переяславі, Володимир-Волинському та інших містах.
1039 року у Києві засновано митрополію, що залежала від Константинопольського патріарха. Ярослав спробував розірвати стосунки з патріархом. 1051 року з його наказу єпископи у Києві обрали митрополитом Іларіона, «русина». Це був високоосвічений князів духівник, блискучий промовець, талановитий письменник, стійкий і глибокий патріот. Його «Слово о законі і благодаті», виголошене в Десятинній церкві, — видатний твір, рівного якому не було у тогочасній грецькій церкві.
Ярослав розбудував Київ, значно розширив його територію, оточив її валом. Було зведено чудові будівлі: палаци князя, митрополита, високих сановників із князівського оточення та ін.
Ярослав Мудрий помер 1054 року, залишивши заповіт, яким поділив свою державу між дітьми. Його смерть знову висвітлила недосконалість процесу передачі і наслідування влади великого князя. Ярослав намагався це зробити, як йому здавалося, раціонально, традиційно, розділивши свою могутню державу між синами. При цьому трьом старшим дав більші частини, двом меншим — менші.
Найстарший, Ізяслав I, отримав Київ, Новгород і великокнязівський престол, Святослав — Чернігів і більшість території Сіверщини, землі в'ятичів, радимичів і Тмуторокань, а Всеволод отримав Переяславль, і, крім того, Ростов, Суздаль, Поволжя та ін. Розподіляючи землі, Ярослав заповідав, щоб сини жили у злагоді і шанували старшого брата, який посідав місце батька. Однак це моральне побажання було недостатнім для збереження стабільності, єдності держави. Рішення про поділ держави було фатальним, підривало саму ідею єдності країни. Українська держава вступила в період розпаду, міжусобиць, небезпечних потрясінь.

#### Русь за потомків Ярослава

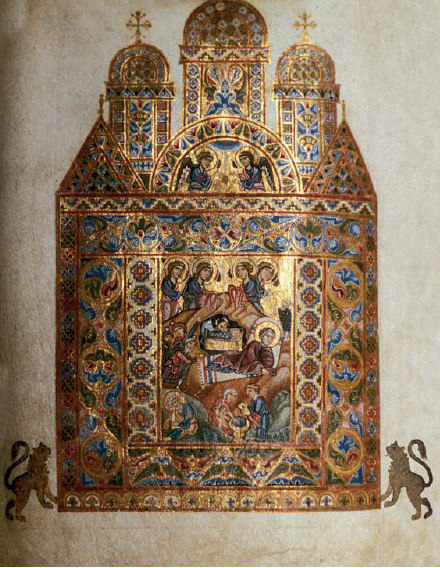
Сторінка з Молитовника Гертруди. 1060-ті роки

Київська Русь (1101).

Старший син Ізяслав Ярославич (1054—1078), що не мав здібностей до керування державою, виконував роль її формального глави, у перші роки правління за підтримки братів Святослава і Всеволода. Вони створили, по суті, тріумвірат, що вів спільну політику і підтримував єдність держави. Однак незабаром між ними виникли суперечності. До того ж 1068 року у битві з половцями вони зазнали поразки і, розгубившись, не змогли організувати оборону країни. Цим скористалися кочовики і безборонно грабували Київщину, Переяславщину, виводили тисячі невільників. Кияни, обурені недостатньою активністю і твердістю Ізяслава у боротьбі з кочовиками, зібрали віче і проголосили нового князя.
Після тривалих міжусобиць до влади приходили по черзі останні члени тріумвірату, які продовжували невдало вести боротьбу з половцями. Велика половецька орда продовжувала спустошувати країну. Справи ускладнювалися через відсутність єдності серед князів. Зростала кількість князів-ізгоїв, тобто тих, хто залишився без престолів і земель, що відійшли до старших у роді.
З метою владнати суперечності і спільно виступити проти кочовиків з ініціативи князя Переяславщини Володимира Мономаха і Київського Святополка II 1097 року у Любечі, біля Києва, було проведено з'їзд князів. Головною ухвалою Любецького з'їзду було таке: кожен володіє своєю вотчиною, тобто спадщиною батька. Друга ухвала — встановлення союзу князів для оборони і відповідальність за його порушення покладалася на весь загал князів. Коли хтось із них порушував єдність, рішенням з'їзду проти нього решта йшли війною. Третя ухвала: союз князів проти половців і заборона приватних угод з кочовиками.
Проте ухвали з'їзду відразу ж порушили: внаслідок інтриг і змови князя Теребовльського Василька підступно захопив київський князь Святополк II і осліпив. Це викликало нову хвилю війн і усобиць. Поступово ця боротьба скінчилася й у практику ввійшли майже щорічні князівські з'їзди, в центрі уваги яких стає боротьба з половцями. Це свідчило, що Київська Русь почала перетворюватися на федерацію князівств.
Все перше десятиліття XII століття було присвячене походам проти половців, і головним героєм боротьби став Володимир Мономах. Війни з половцями велися з перемінним успіхом і коштували величезних жертв. Однак поступово сила ударів об'єднаних військ руських наростала. Нарешті, 1111 року зусиллями всіх князів організовано похід аж до Сіверського Дінця, де половців було остаточно розгромлено. Володимир Мономах цими переконливими перемогами здобув велику популярність, і ореол слави оповив його постать.

#### Володимир Мономах

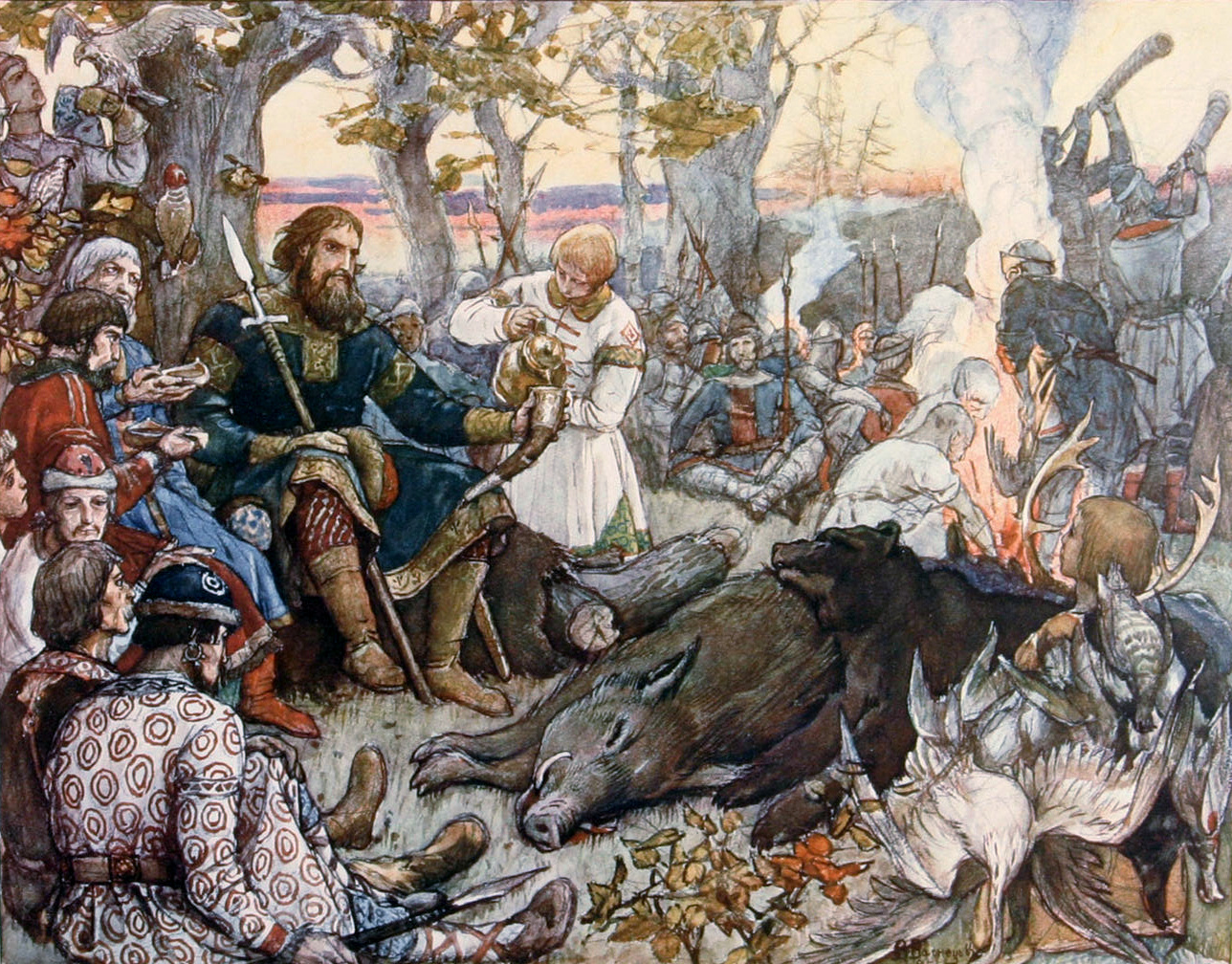
Віктор Васнецов. Відпочинок великого князя Володимира Мономаха після полювання

1113 року помер київський князь Святополк Ізяславич. У місті почалися народні заворушення. Народне віче і боярство Києва запросило Володимира Мономаха на престол, хоча це і було порушенням рішень Любецького з'їзду, бо спадкоємцями влади в Києві були інші князі, сини Святополка. Володимир Мономах (1113—1125) зробив останню успішну спробу зберегти єдину, централізовану Київську державу, відродити її могутність.
Володимир був привабливою і яскравою постаттю на політичному небосхилі Руської держави, пройшов увесь свій життєвий шлях у безперервній боротьбі з ворогами країни. Син Всеволода I Ярославича і доньки візантійського імператора Костянтина IX Мономаха (звідти прізвисько Володимира — Мономах), він з раннього дитинства брав участь в обороні Переяславського князівства, яке Ярослав Мудрий дав в уділ його батькові. Найпівденніше з давньоруських князівств, воно часто зазнавало нападів половецьких орд, що кочували в сусідніх степах. Тому військову науку князь опанував ще з юнацьких років. Також рано почав займатися і державними справами. Як пише він у своєму творі «Повчання дітям», Із 13 років батько посилав його з дорученнями до інших князівств. Володимир об'їхав усю Східну Європу до Дону, Оки і Балтійського моря, а на Заході бував у Польщі і Чехії. Таких подорожей нараховано ним 83. Завдяки цьому він ґрунтовно ознайомився з життям різних земель, міст Київської Русі, сформував широкий погляд на державні справи. Хоча великим князем Київським Мономах став уже в похилому віці — 60 років, все своє життя він суттєво впливав на зовнішню і внутрішню політику давньоруської держави.
У державницькій діяльності Володимира II Мономаха найважливішим напрямком була зовнішня політика, головним чином боротьба з половцями, які протягом певного часу загрожували існуванню земель і населення Русі. Володимир Мономах і після повного розгрому половецької орди хана Шаруканя у березні 1111 року та перебазування залишків орди за Дон і на Північний Кавказ продовжував боротьбу. Тепер воєнні дії русичі весь час проводили у глибині степу. Останні половецькі вежі на Дону було розгромлено сином Мономаха Ярополком 1116 року, а 1120 року той самий Ярополк вже не знайшов їх у донецькому степу.
Русько-половецькі відносини не можна повністю втиснути у схему «напад—відсіч». Половці відігравали помітну роль у внутрішніх справах київських великих, а також удільних князів, укладаючи союзи то з одним, то з іншим, їх використовували у боротьбі за владу. Той самий Мономах, за свідченням Сергія Соловйова, у боротьбі з чернігівськими князями користувався допомогою половців 19 разів. Відомі і тісніші взаємини: Київський князь Святополк був одружений із дочкою хана Тугоркана, 1107 року Володимир Мономах та Олег, князь Чернігівщини, оженили своїх синів на половчанках.
Перелік таких фактів можна ще продовжувати. Слід зазначити, що половці легко переходили у православ'я. Промовистим є і факт значної допомоги, хоч і невдалої, руських князів половцям у битві на р. Калка проти татаро-монгольських загарбників 1223 року. Все це свідчить про помилковість і неприпустимість спрощеного трактування питань русько-половецьких відносин. Вони іноді були і союзницькими, взаємокорисними, близькими.
Відтіснивши половців, Володимир сприяв новій хвилі колонізації степів Причорномор'я. Першими тут осіли так звані «чорні клобуки», залишки різних племен, зокрема кочових, що підкорилися князям і перейшли до осілого життя. За ними йшли степові здобичники, що займалися полюванням і скотарством і, зрештою, землероби. Спираючись на них, Мономах намагається закріпитися на Чорному морі, приєднати гирло Дунаю. Однак це було надто складним завданням, позаяк Візантія все ще зберігала могутність і дипломатичними кроками та іншими засобами відвертала ці спроби від своїх кордонів. З цим періодом пов'язують так звану «Шапку Мономаха», яку буцімто подарував київському князю його дід — базилевс Костянтин IX. Насправді ж то золота бухарська тюбетейка, яку Хан Узбек подарував Івану Калиті, яку московити вважають за «доказ» спадкових прав московських правителів на Київський великокняжий престол та спадщину колишньої Візантійської імперії. Поряд із цим візантійський імператорський двір породичався з Мономахом: один із синів імператора одружився з онукою князя. Володимир, наслідуючи діда Ярослава Мудрого, також розширював династичні зв'язки зі скандинавськими країнами, Німеччиною, Угорщиною та ін.
Силою свого авторитету, дипломатичними і військовими акціями Мономах об'єднав землі Київську, Турівсько-Пінську, Переяславську, Смоленську, Новгородську і Поволжя. Пізніше він підкорив мінське і волинське князівства. Таким чином, князь зосередив під своєю владою три чверті території, що за Ярослава Мудрого входила до складу держави.
Для цього доводилося долати багато перешкод. Зокрема, приєднання Волині спричинило конфлікт із Польщею. Польські князі інтригами, погрозами намагалися відірвати і повернути Волинь. До боротьби проти Мономаха долучилася й Угорщина. Тоді Мономах вислав на Польщу половців, і Волинь залишилася за Київською державою.
Володимир приділяв велику увагу і внутрішнім справам. Владу в Києві йому дали народні повстання, і він перш за все подбав про ліквідацію причин масового невдоволення: встановив нові, справедливіші, правила виплати лихварям боргів і значне зменшення відсотків за них, затвердив закони про охорону збанкрутілих купців і закупів-селян, що працею відробляли позики та ін. У своєму творі «Повчання дітям» князь підкреслював, що завжди виступає проти зловживань урядовцями владою, наказував синам самим творити справедливий суд, стежити, щоб «ані худий смерд, ані вбога удовиця» не були покривджені. Він заповідав: «не вбивайте ані невинного, ані винного», чим було продемонстровано глибокий і навіть незвичайний для XII століття гуманізм, турботу про людей різних соціальних груп.
Влада за часів Мономаха швидко зміцнювалась і доходила до такого рівня, який був у державі Ярослава. Князь тримав під контролем своїх синів, які завжди виконували його волю. Інші князі також корилися його владі.
Володимир Мономах доповнив новими статтями «Руську правду». Син Мономаха Мстислав Великий (1125—1132) продовжив правління батька, однак отримав лише частину держави — Київ, Смоленськ, Новгород. Інші землі перейшли до його братів. А це означало, що Мономах не насмілився порушити негативну традицію ділити державу між своїми дітьми. Мстислав разом із братами вів боротьбу проти тих князів, які намагалися відокремитися чи зберегти свою незалежність. Зокрема, він підкорив Полоцьке князівство, яке тривалий час було відокремлене від Київської держави. Поза його владою залишилася лише Галичина.
Після смерті Мстислава Київська Русь остаточно розпалася на удільні князівства.

### Занепад

#### Політична роздрібненість

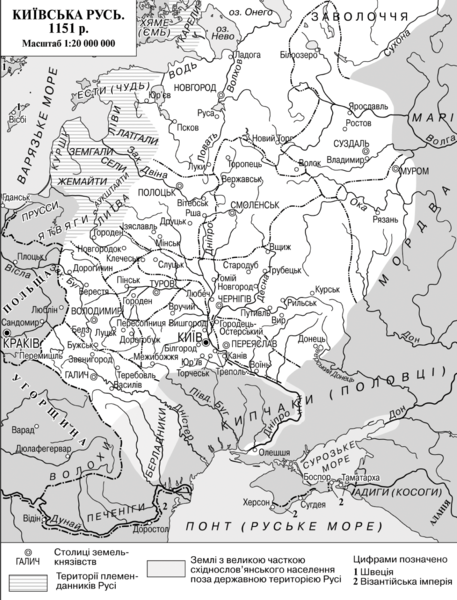
Київська Русь (1151).

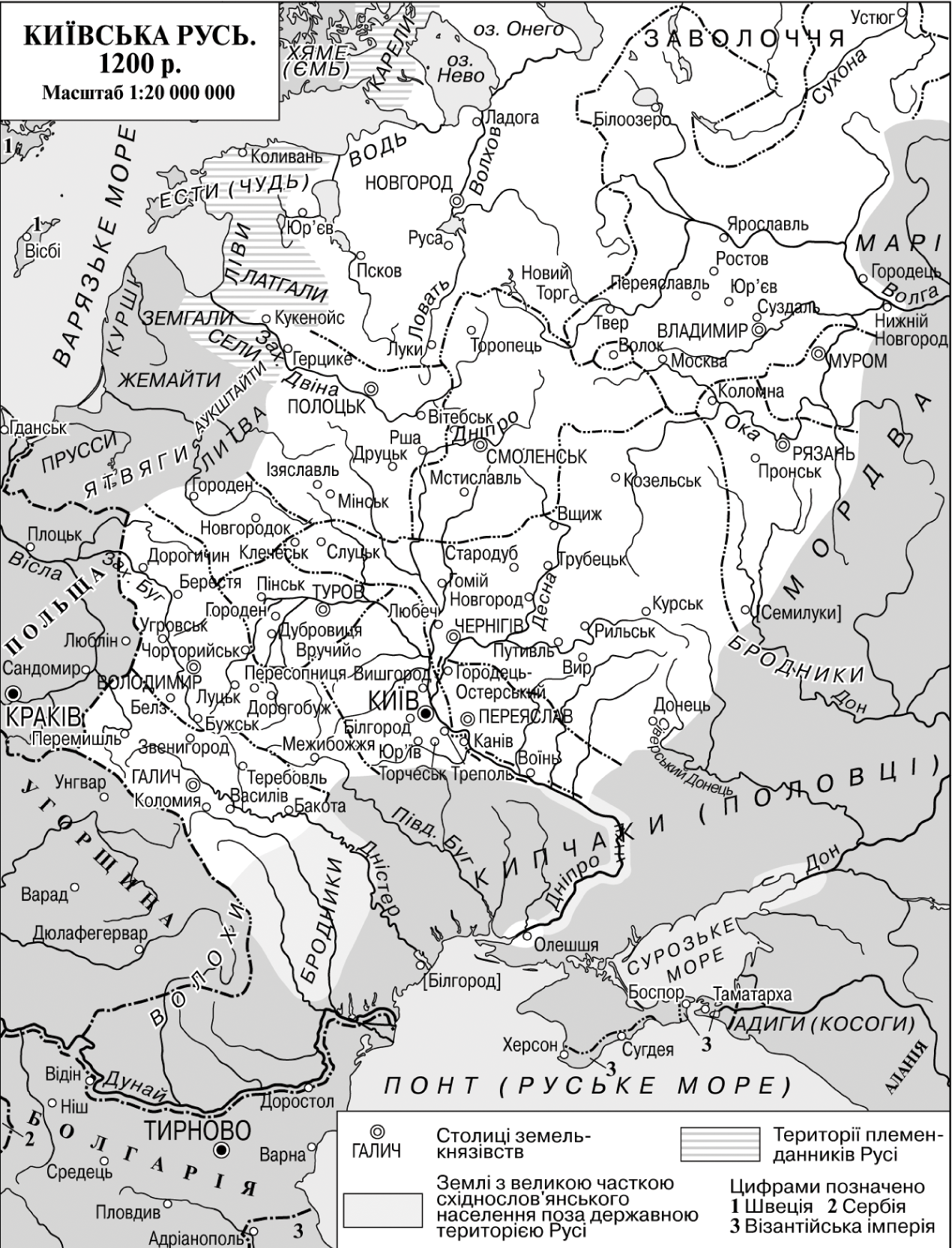
Київська Русь (1200).

Київська Русь (1220—1240).

Через порівняно короткий період створене першими київськими правителями об'єднання земель почало розпадатися. Аналогічна доля спіткала інші середньовічні імперії Європи, зокрема державу Карла I Великого. Цим величезним, хоч і примітивним, політичним утворенням просто бракувало відповідних технічних засобів та організаційних структур для того, щоб утримувати великі території протягом тривалого часу. На Русі Рюриковичі через членів своєї розгалуженої династії забезпечували принаймні позірну єдність земель. Хоча це тривало рівно стільки, скільки між князями була згода щодо того, хто серед них найстарший і, отже, мав право на верховну владу. З порушенням такої одностайності різко слабшали родові та особисті узи між різними князівствами.
Проте існував іще один аспект проблеми політичної роздрібненості. З перемогою принципу спадкового престолонаслідування (вотчини) над системою старшинства або ротації Ярослава I Мудрого княжі роди дедалі глибше пускали коріння у своїх батьківських землях, для них дедалі очевиднішим ставав той факт, що їхнє майбутнє пов'язане з удільними володіннями, а не з Києвом, за який точилася безперервна боротьба. Протягом XII століття виникло від 10 до 15 таких удільних князівств, найбільшими з яких були Галицько-Волинське, Володимиро-Суздальське, Новгородське, Чернігівське та Смоленське. Кожне мало незалежний політичний, економічний і навіть культурний статус. Унаслідок цього Київська Русь поступово перетворилася на ціле з багатьма центрами, пов'язаними спільними релігійними та культурними традиціями, династичними узами. Проте центри ці були значною мірою самостійними й часто ворогували між собою.
З відокремленням нових і нових князівств багатства, населення та землі Києва зменшилися до такої міри, що перед ним мало чим поступалися інші князівства. Власне тоді місто Київ з прилеглими територіями стало називатися «Руською землею» — у вузькому розумінні слова. Та незважаючи ні на що, Київ залишався великою принадою. Той, хто завойовував його, не тільки пишався престижем правителя «матері міст руських», а й міг претендувати на верховенство в династії Рюриковичів. Оскільки в Києві жив митрополит, і там були головні храми й монастирі, він лишався незаперечним культурним і релігійним, якщо не політичним, центром усієї Русі. Навіть із зменшенням свого населення й територій Київ з довколишніми землями залишався одним із найбільш розвинених і густозаселених князівств на всій Русі.
Проте переваги Києва були водночас і його нещастями. Тривали нескінченні чвари між князями за місто. Український історик Степан Томашівський підрахував, що між 1146 і 1246 рр. 24 князі 47 разів правили в Києві. З них один сім разів займав престол, п'ять князів правили по три рази кожен, а вісім — по два рази. Характерно, що 35 князювань тривали менш як рік кожне. У 1169 ріку результаті походу коаліції 11 князів, що діяли за ініціативою володимиро-суздальського князя Андрія Боголюбського, Київ вперше в практиці князівських усобиць був узятий штурмом і розграбований, і вперше князь, який заволодів містом, не залишився в ньому правити сам, а посадив на князювання свого ставленика. Після цього проголосив себе великим князем Володимиро-Суздальським, фактично засвідчивши цим вихід свого уділу зі складу Русі, оскільки в нього та його нащадків відсутній великокнязівський домен «Русі».

#### Економічний застій
Поряд із політичними проблемами існували й господарські. Розташування Києва на великому торговому шляху «із варягів у греки» відігравало важливу роль у його піднесенні. З кінця XI століття значення цього шляху стало зменшуватися. Це мало згубні наслідки для економіки Києва. Заповзятливі італійські купці, оминаючи Київ, встановили прямі зв'язки між Візантією, Малою Азією та Близьким Сходом, з одного боку, і Західною Європою — з іншого. Крім того, руським князям, що воювали між собою, важко було захистити шлях по Дніпру від набігів кочовиків. 1204 року торговельні зв'язки Києва зазнали нового удару, коли під час хрестового походу було пограбовано Константинополь. Водночас вступив у період стрімкого занепаду квітучий колись Аббасидський халіфат зі столицею в Багдаді. Внаслідок цього Київ утратив двох найзначніших партнерів у торгівлі. Ці економічні лиха загострили й без того напружені стосунки між багатим і бідним населенням міста, часто призводячи до соціальних вибухів. З усією очевидністю колись велична столиця Русі політично, економічно і соціально занепадала. Саме тоді автори Галицько-Волинського літопису, вболіваючи за долю держави в умовах занепаду Києва, висувають гасло «Галич — Другий Київ».

#### Монголо-татарська навала

Князівства після ліквідації Русі (1262).

Найдавнішими ворогами Києва були кочовики. Проте найтяжчого удару завдали Києву не половці, оскільки після десятиліть затятої та виснажливої для обох суперників боротьби руські князівства встановили з цими племенами постійні взаємини, а деякі руські князі навіть вступали у шлюбні зв'язки з представниками половецької знаті. Нищівного удару завдали Києву монголо-татари.
Хоча походження монголів (татар) ще не встановлено остаточно, відомо, що у XII столітті вони кочували у прикордонних землях Китаю. Майже всю свою силу й енергію вони витрачали на міжплемінні та родові конфлікти за убогі пасовиська. В останні десятиліття XII століття серед них з'являється надзвичайно обдарований вождь на ім'я Темучин (1206 року він прибрав собі високий титул Чингісхана, тобто хана над ханами), який вдаючись до сили й політичних інтриг, об'єднав ворогуючі племена, змусивши їх визнати свою абсолютну владу. Наступним його кроком стало спрямування величезної військової сили та агресивності цих племен проти сусідніх не кочових цивілізацій.
Монголо-татарське військо, що ніколи не було численним (найбільше від 120 до 140 тис. воїнів), зате надзвичайно рухливим, добре організованим і блискуче керованим, спочатку підкорило Китай, Середню Азію та Іран. 1222 року монголо-татарський загін перейшов Кавказ і напав на половців. Половецький хан Кобяк звернувся по допомогу до кількох руських князів, що підтримали його. 1223 року об'єднані русько-половецькі сили (у битві не брали участі володимирсько-суздалські князі, які з 1169 року вважали себе незалежними від Києва — фактично вийшли зі складу Русі) зустрілися біля річки Калки з монголо-татарами й у жорстокій битві зазнали страшної поразки. Але монголи, надто розпорошивши свої сили, вирішили не користатися з цієї перемоги й повернули назад, додому. Руські князі швидко забули цей катастрофічний випадок, знову поринувши у внутрішні чвари. Проте 1237 року на кордонах Русі з'явилося сильне монголо-татарське військо на чолі з онуком Чингісхана Батиєм. Військо зруйнувало міста Рязань, Суздаль і Володимир, а 1240 року дійшло до Києва. Хоча місцевий князь Михайло втік, городяни на чолі з воєводою Дмитром, що його послав Данило Галицький, вирішили оборонятися від нападників. Облога міста була тривалою й жорстокою, і навіть коли монголо-татари подолали міські мури, бої точилися за кожну вулицю й за кожний будинок. На початку грудня 1240 року Київ упав під ударами монголо-татар.

## Державний устрій
До приходу варягів основною політичною одиницею східних слов'ян виступало плем'я. Скупі відомості про їхню племінну організацію свідчать про те, що в руках вождя роду і племені зосереджувалася широка влада, використання якої диктувалося звичаєм і традиціями. Важливі питання вирішували шляхом згоди між старійшинами, які збиралися на племінні ради й були панівними постатями політичного життя, починаючи з найнижчого рівня — общини (миру, задруги) й аж до найвищого рівня — союзу племен, такого, як існував у полян, сіверян і древлян. Центрами політичної влади були численні обнесені частоколом племінні поселення, що виникали на очищених від лісу узвишшях, довкола яких селилися члени племені.
На цю племінну систему східних слов'ян варяги наклали свої комерційно і військово зорієнтовані форми організації, встановивши серед місцевих племен такі порядок і єдність, які дозволяли їм ефективніше господарювати. Найбільшими «володарями» їхніх торговельних підприємств були члени династії Рюриковичів, і саме вони мали найбільше прибутків і влади. Проте оскільки князі великою мірою залежали від дружини, то значну кількість своєї поживи їм доводилося ділити з дружинниками. Характерно, що однією з основних турбот перших київських правителів було прагнення задовольнити власних дружинників, щоб вони не перейшли до суперника. З поширенням впливу варягів політична влада зосереджувалася у містах, що виникали на основних торгових шляхах. Найважливішим із цих міст був Київ.
Київським князям у неоднаковій мірі вдавалося монополізувати владу. До правління Ярослава I Мудрого в середині XI століття найбільш честолюбним, талановитим і жорстоким членам династії неодноразово вдавалося захоплювати київський стіл та утверджувати свою зверхність над братами та іншими конкурентами. У цей період сильної влади стримувалися відцентрові тенденції та забезпечувалася єдність володінь. Услід за реформою Ярослава Мудрого в системі успадкування влади, за якою кожний член швидко зростаючої династії Рюриковичів отримував практичну чи теоретичну частку володінь, почалася децентралізація влади. Внаслідок цього великий князь київський врешті-решт став не більше ніж титулованим главою династично зв'язаного конгломерату князівств, що безперервно ворогували між собою.

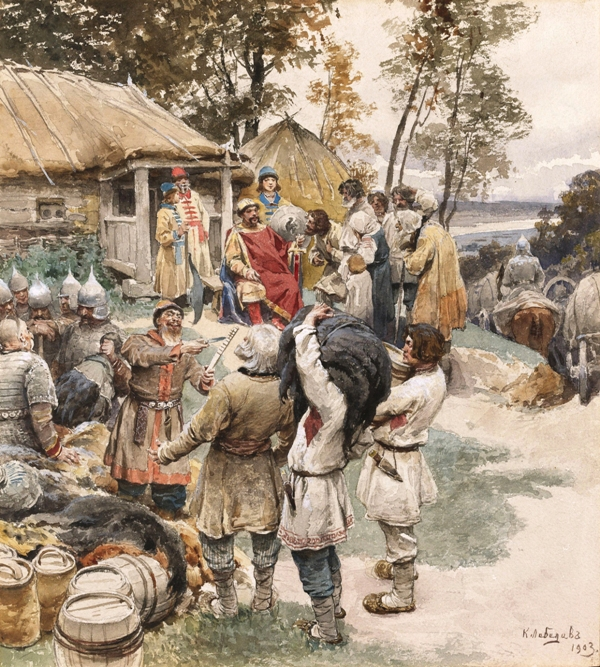
К. В. Лебедєв. «Князь Ігор збирає данину з древлян в 945 році».

Найважливішим механізмом влади була княжа влада, рада бояр (дума) та збори міщан (віче). Кожна з цих інституцій була виявом відповідно монархічної, аристократичної та демократичної тенденцій у політичному устрої Києва. Влада й престиж, що ними користувався князь, у свою чергу зобов'язували його забезпечувати підданим справедливість, порядок і захист. У виконанні своїх військових функцій князь насамперед залежав від дружини. В разі потреби більших військових сил збиралося ополчення городян або, рідше, проводилася загальна мобілізація. Чисельність цього війська була відносно невеликою — десь близько 2—3 тис. осіб, а то й менше. Аналогічно суспільствам, що не мали ще державної організації, управлінням князівством у цілому займалися також особисті слуги князя, такі, зокрема, як дворецький, управитель маєтком та інші, оскільки не існувало чіткої різниці між державною й приватною управлінськими функціями. У віддалені міста і землі князі призначали посадників, що, як правило, обиралися з членів власної родини. На периферійних землях волю князя виконував тисяцький місцевого ополчення зі своїми підлеглими. Правосуддя вершив сам князь чи призначені ним судді згідно з «Руською правдою» Ярослава Мудрого. Зрозуміло, що княжа влада мала першочергове значення в управлінні Київської Русі, але разом із тим поєднання в ній військової, судової та адміністративної функцій свідчить, наскільки ця система була відносно нерозвиненою й примітивною.
У фінансуванні своєї діяльності князі насамперед залежали від данини. Згодом розвинулася складніша система оподаткування, що включала кожне господарство (яке називалося «дим» або «соха»). До інших джерел княжих доходів належали мито на торгівлю, плата за судочинство і штрафи. Останні складали важливе джерело прибутків, оскільки київські закони щодо покарання за злочин віддавали перевагу грошовим виплатам перед смертною карою.
За порадою й підтримкою князь мусив звертатися до боярської думи — органу, що виник зі старших членів дружини, багато з яких були нащадками варязьких ватажків чи слов'янських племінних вождів. Пізніше місце у думі дістали й церковні ієрархи. Функції думи ніколи чітко не визначалися, а князь не був зобов'язаний радитися з нею. Проте, ігноруючи її, він ризикував позбутися підтримки з боку цього впливового органу, що представляв усю боярську знать. Тому князі, як правило, брали до уваги позицію боярської думи. Демократичну сторону політичного устрою Києва репрезентувало віче, або збори міщан, що виникли ще до появи князів і, очевидно, походили від племінних рад східних слов'ян. Віче скликалося князем або городянами, коли виникала потреба порадитись або висловити свою думку. Серед питань, обговорюваних на вічі, були військові походи, укладення угод, престолонаслідування, розподіл посад у державі, організація війська. Віче могло критикувати або схвалювати князівську політику, але воно не мало права визначати свою власну політику чи видавати закони. Проте, коли на престолі сідав новий князь, віче могло укласти з ним формальну угоду («ряд»), за якою князь зобов'язувався не переходити традиційно встановлених меж влади щодо віча, а воно в свою чергу визнавало над собою його владу. Хоча право брати участь у вічі мали голови сімей, фактично на вічових сходах панувала міська купецька знать, яка перетворювала їх на арену міжфракційних суперечок.

### Адміністративно-територіальний устрій
Для ІХ — початку XII ст. найбільш загальною моделлю (основним ядром) територіально-адміністративної структури Київської Русі є наступна схема: Руська земля — волость — град. Під Руською землею мається на увазі сама Руська держава, під волостю — володіння того чи іншого князя, а під градом — конкретна територіальна одиниця. Найбільша політико-адміністративна одиниця, князівська волость, включала всі ті складові, які в тій чи іншій мірі знаходились у сфері впливу князя, що уособлював політичну владу. Головним елементом волості був «стольний град», в якому сидів князь-волоститель. Саме з цього града і здійснювалося державне управління, яке з'єднувало воєдино всі частини волості. Будь-яке місто було центром сільської округи, яку воно обороняло і обслуговувало. Крім вільних общинних сіл, які давали воїнів до князівського ополчення і платили ті чи інші податки або несли повинності, існували також села приватні (княжі та боярські), де були посаджені залежні та напівзалежні категорії селян. Але число останніх до початку XI ст. було значно меншим і у пізнішу епоху зростало незначно. Село могло включати до свого складу одну обо декілька общин — вервей, які були більше соціальними громадами. Князівській владі верві підпорядковувались у деяких сферах законодавства та судочинства. Вже згадані погости згодом могли перетворитися в общинні центри («одержавлені» общини).
Вертикальна (управлінсько-функціональна) структура, яка приводила в рух всю систему волостей, градів, сіл, вервей та погостів, виглядає наступним чином. На чолі держави стоїть князь, завдяки якому і здійснюється можливість організації політико-адміністративного управління. В руках князя зосереджена адміністративна, законодавча, судова, фіскальна і військова влада. Але в старих племінних центрах продовжують існувати віча і князям в означений період доводиться з ними рахуватися. Князь може безпосередньо виконувати політико-адміністративні функції (фіскальну, законодавчо-судову, релігійну та ін.) або ж призначати для цього спеціальних посадовців. Найвищою адміністративною посадою у Київській Русі була посада посадника. Протягом кінця ІХ — початку XII ст. прослідковуються шість основних функцій руських посадників: фіскальна, військова, судова, поліцейська, релігійна та будівнича. Нижчими управлінськими посадами князівської адміністрації з переважно фіскальними та судовими функціями були тіуни, вірники, ябетники, ємці, старости, митники і мечники.

## Економіка

Металообробка часів Київської Русі

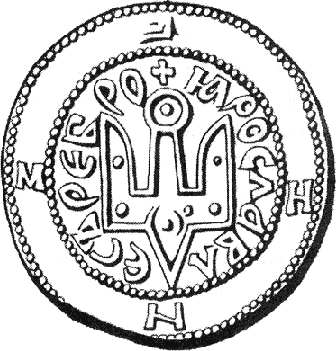
Срібник Ярослава Мудрого

Соціально-економічний устрій держави не відрізнявся від устрою інших тогочасних європейських держав. Основу його складало натуральне господарство, громадське володіння землею, підсічно-вогневе землеробство, скотарство. Державні інституції займались восени збиранням данини (кружляння, полюддя), зовнішньою торгівлею (імпорт зброї, предметів розкоші, вина; експорт хутра, меду, шкір, воску, рабів), військовою підтримкою купців та війнами.
У найдавніших джерелах Київської Русі варяги вперше згадуються саме як відчайдушні й розбишакуваті купці. У VIII—IX століттях від своїх поселень на Балтійському узбережжі вони по волзькому шляху рухалися на схід аж до Каспійського моря, де вступали в контакти з купцями мусульманського світу. На IX століття, коли центр торгівлі перемістився на південь, до Константинополя, головною торговою артерією для Києва став славнозвісний шлях «із варягів у греки». Відтак заморська торгівля стала складати основу економічної системи Київської Русі.
Тому не випадково, що першою формальною угодою, укладеною київськими правителями, став договір князя Олега з Візантією в 911 році, згідно з яким руським купцям у Константинополі створювалися надзвичайно сприятливі умови. Коли у XII—XIII століттях у результаті пограбування Константинополя хрестоносцями та частих нападів кочовиків на торгові шляхи по Дніпру став занепадати обмін з Візантією, дедалі більшого значення для Києва набували торговельні зносини із Західною Європою, що головним чином йшли через Краків — Прагу — Регенсбург.
На противагу середньовічному Заходу, де земельна аристократія ухилялася від торговельної діяльності, в Київській Русі торгівлею активно займалися не лише бояри, а й сам князь. Більшу частину року перші правителі витрачали на збір данини у близьких і далеких землях своїх володінь, на перевезення її до Києва та на спорядження великої флотилії, що Дніпром везла до Константинополя невільників, хутра, льон, мед, віск та інший товар, який обмінювався на предмети розкошів. Навіть коли князі й бояри ставали більш осілими й прибирали у власність великі земельні володіння, значна частина продукції їхніх господарств призначалася для чужоземних ринків. Для заняття торгівлею існували різноманітні можливості, оскільки в руських містах сформувався численний прошарок купців, а його найбільш впливові й заможні представники вели заморську торгівлю й користувалися однаковими з боярами політичними та юридичними правами. Але у величезній більшості його складали просто дрібні крамарі, які торгували на внутрішньому ринку й часто визискувалися та закабалялися заможнішими купцями.
За оцінками сучасних учених, 1З—15 % населення Русі мешкало у міських осередках. Як засвідчують літописи, у країні налічувалося близько 240 міст і селищ. Проте цілком імовірно, що десь 150 із них фактично являли собою укріплені поселення напівземлеробського люду. Серед майже 90 великих селищ і міст найбільшим був, поза всяким сумнівом, Київ. До монголо-татарської навали чисельність його мешканців становила близько 35—40 тис. (Лондон досяг таких цифр лише через 100 років). Для порівняння, такі важливі центри, як Чернігів та Переяслав, Володимир-Волинський, Львів і Галич, налічували не більше 4—5 тис. жителів кожен. Населення цих міст переважно складалося з дрібних торговців та ремісників, оскільки великого поширення набули ремесла. Так, у Києві було представлено від 40 до 60 різних ремесел, найважливішими серед них були теслярство, ковальство, гончарство та кожум'яцтво.
Деякі історики підкреслюють комерційну спрямованість економіки Київської Русі. Інші, на противагу їм, доводять, що її основу становило землеробство. Цієї ж думки тримаються видатні українські дослідники Михайло Грушевський, Дмитро Багалій та Ярослав Пастернак, а також провідні радянські фахівці з цього питання. Вони вважають, що оскільки слов'яни традиційно були людом землеробським, то малоймовірно, що у Київську добу вони раптом змінили спосіб життя. Додатковим підтвердженням цієї гіпотези є часті згадки про землеробську діяльність на Русі у літописах, аграрна орієнтованість календаря та міфології давніх слов'ян і, що найпереконливіше, — археологічні знахідки.
Недавні розкопки виявили, що у Х ст. в Україні користувалися залізним лемешем і що тут, як і в Західній Європі, дістала поширення відносно прогресивна двотрипільна система сівозміни (за якою одна друга чи одна третя орної землі лишалася під паром). Культивувалися переважно пшениця, овес, жито та ячмінь. Значного поширення серед селян на Русі набула вигодівля худоби. Це забезпечувало їх не лише м'ясом та молоком, але й шкірою для одягу і взуття. Те ж саме можна сказати про розведення коней, свиней, овець, гусей, курей і голубів. Використання волів уможливлювало землеробство у ширших масштабах. Хоч селяни часто мали власний реманент, необхідний для обробки землі, вони, як правило, об'єднувалися в колективи, або общини (до них входили кревні родичі кількох поколінь на чолі зі старійшиною), допомагаючи один одному. Пізніше община виникала на основі спільності території, об'єднуючи сусідів, не пов'язаних кревно.
Відомий радянський учений Михайло Тихомиров, погляди якого поділяють багато його радянських колег, стверджував, що появу численних ремесел зумовив розвиток і все відчутніший прогрес у сільському господарстві — відтак у районах великого зосередження ремесел виникали міста. Він визнає, що з появою міст важливу роль в їхньому піднесенні стала відігравати торгівля, проте не заморська, а перш за все між містом та аграрною провінцією.

## Населення і площа
Точна чисельність населення Давньої Русі невідома. Згідно з оцінками історика Г. В. Вернадського, загальна чисельність населення становила 7,5 мільйонів осіб, з яких 1 мільйон проживав в містах, число яких на час татаро-монгольської навали досягало 300.
Маючи, за різними підрахунками, від 3 до 12 млн населення й величезну територію, що обіймала близько 800 тис. км² (майже половина її — в межах сучасної України), Київська Русь була найбільшою політичною формацією середньовічної Європи. До того ж ця формація швидко розвивалася. В XII столітті площа Русі сягала 1 300 тис. км², це була максимальна територія за весь час існування держави.[неавторитетне джерело]
Давню Русь, як і інші європейські держави, заселяли локальні етноси, що виникали на базі племен. Землі (князівства), в період розробленості, фактично виступали окремими самостійними країнами. На теренах України існували Руська (Київське й Переяславське князівства), Галицька, Волинська та Чернігівська землі. Їх відповідно населяли наступні земельні етноси русь, галичани, володимирці-волинці і чернігівці. Між Київським, Волинським та Галицьким князівствами мешкали болохівці. Сіверщина поступово виділилася в окрему землю котру заселяли сіверяни-севрюки.

## Суспільство
Попри поступове зростання відмінностей між простим людом і новосформованою племінною знаттю землеробське суспільство східних слов'ян IX століття залишалося порівняно однорідним в етнічному та соціальному відношенні, але внаслідок швидкої розбудови Києва до слов'янського середовища потрапляють варязькі воїни-купці, фінські мисливці, тюркські найманці, грецькі ремісники, вірменські та єврейські торгівці. З піднесенням міст стали процвітати купці та ремісники. Нарешті, прийняття християнства спричинилося до появи нового класу — духовенства. Словом, населення Київської Русі стало більш космополітичним за культурною орієнтацією, етнічно строкатим і дедалі глибше розшарованим соціально.
Найвище місце в суспільній ієрархії, що народжувалася, посідали численні члени різних відгалужень династії Рюриковичів. Княжі воїни, старші й молодші дружинники і місцева знать утворювали клас бояр, яких ще називали мужами. З часом знать скандинавського походження слов'янізувалася; це відбилося у перетворенні таких суто скандинавських імен, як Хельгі, Хельга, Інгвар та Вальдемар на відповідні слов'янські еквіваленти — Олег, Ольга, Ігор та Володимир. Постійні напади кочовиків на торгові шляхи, а також економічний занепад Константинополя у XII столітті призвели до обмеження можливостей займатися торгівлею, внаслідок чого колишні воїни-купці поступово перетворилися на великих землевласників. Знайти собі землю не становило труднощів, оскільки князі мали в достатку незайманих угідь і роздавали їх дружині. На відміну від Західної Європи, де феодальне землеволодіння узалежнювалося службою своєму сюзерену, на Русі бояри користувалися правом спадкового володіння маєтками (вотчинами), зберігаючи його навіть з переходом від одного князя до іншого. Багато бояр проживали у містах, здаючи свою землю селянам, за що брали частину їхньої продукції та продавали її на ринку. Власне, орієнтованість на місто, зацікавленість у комерції та рухливість відрізняли бояр Київської Русі від західноєвропейських феодалів.

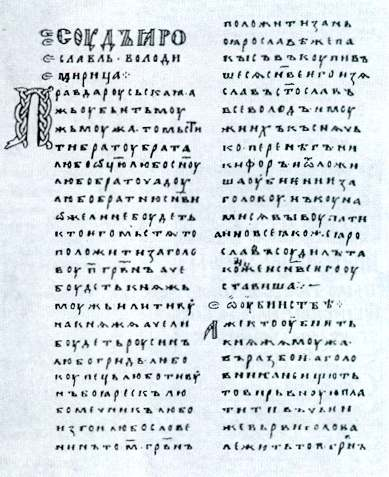
Сторінка з короткої редакції «Руської Правди».

На щабель нижче від бояр стояла міська знать, або, як її ще називали, — люди, що часто вважались «середнім класом» Києва. Найвизначніші його представники були великими купцями, що займалися міжнародною торгівлею, вступали в родинні зв'язки з боярами й домінували у міській політиці. Порівняно з бюргерами Західної Європи тих часів міська знать Київської Русі була далеко могутнішою й численнішою, навіть після того, коли занепад торгівлі у XII столітті призвів до часткового зменшення її ролі. До менш впливових і бідніших городян, яких ще називали «молодшими людьми», належали дрібні торгівці, крамарі, високомайстерні ремісники, зокрема зброярі, каменярі, гончарі, ювеліри, що гуртувалися в ремісничі корпорації (цехи). Найнижчу сходинку соціальної драбини міста займала «чернь» — ті, хто нічого не мали й наймалися на «чорну роботу».
Величезну більшість населення становили селяни, або смерди. Про селян відомо небагато, оскільки історичні джерела зосереджували увагу на вищих класах. Загальновизнаним є факт, що протягом усієї Київської доби більшість селян були відносно незалежними. Проте у XII—XIII століттях із початком лихоліття з'являються ознаки зростаючого закабалення селянства феодалами, що набувало різних форм. Вільний селянин мав право звертатися до суду, переїжджати з місця на місце, передавати землю у спадщину синам (якщо ж він мав тільки дочок, то князь мав право претендувати на його землю). Основним обов'язком смердів була сплата данини та відбування військової повинності (як правило, допоміжного характеру) під час війни. Про безправне становище селян у суспільстві свідчив передбачений «Руською правдою» штраф за вбивство смерда: кровні гроші у цих випадках становили 5 гривень. Для порівняння: за вбивство купця чи молодшого дружинника компенсація родині становила 40, а за вбивство старшого дружинника князя — 80 гривень.
Коли селянин чи представник іншої соціальної верстви потрапляв у кабалу (а це при лихварських процентах від 25 до 50 траплялося нерідко), або коли просто брав гроші у позичку, він міг укласти угоду з кредитором, за якою зобов'язувався за отримані гроші відпрацювати певний час. Ці закабалені або напіввільні робітники називалися закупами. На самому низу суспільної піраміди перебували раби, або холопи. Оскільки головним товаром в обміні між Києвом і Константинополем виступали раби, неважко зрозуміти, що рабство на Русі було явищем звичайним, особливо до прийняття християнства. Серед рабів, багато з яких працювали у княжих маєтках, були військовополонені, невільничі діти, закупи, що намагалися втекти від виконання повинності. Проте вони могли самі викупити себе на свободу або бути звільненими у винагороду за вірну службу своєму панові.
Окрему значну за розмірами соціальну групу становили служителі церкви. Виключно церкві підлягали парафіяльні священники, диякони з сім'ями, ченці та черниці. Крім того, під захистом церкви перебували ізгої. Так спочатку називали князів, що втратили свою вотчину (часом їх також називали князями-ізгоями), а пізніше й усіх, хто не вписувався в рамки даної соціальної верстви. До них належали недавно звільнені раби (церква заохочувала до звільнення рабів, вважаючи це за богоугодний вчинок), збанкрутілі купці, сини священників, яких через неписьменність не допускали до сану.
Історики довгий час міркували над тим, щоб виявити спільні риси між суспільством Київської Русі та середньовічного Заходу. І зокрема, їх цікавило питання, чи скрізь європейський феодалізм передував добі індустріалізації. Радянські історики вважають само собою зрозумілим, що Київська Русь була феодальним суспільством. Цієї думки тримаються й такі немарксистські історики, як Микола Павлов-Сильванський, котрий звертав особливу увагу на той факт, що Київська Русь розпалася у XII столітті на низку невеликих князівств із дедалі виразнішою сільськогосподарською орієнтацією. Проте більшість сучасних немарксистських істориків відкидає цю теорію. При цьому вони вказують, що центральний для феодалізму інститут васальної залежності у володіннях Рюриковичів не існував, позаяк влада князів над боярами була мінімальною. До того ж велика роль торгівлі та міст у життєдіяльності Київської Русі, а також наявність переважно не закабаленого селянства свідчать про те, що ситуація на сході Європи докорінно відрізнялася від становища на заході. Тому західні історики схильні розглядати Київську Русь радше як унікальну й самобутню соціальну систему, а не підводити її під загальну категорію феодальних суспільств.

### Право Київської Русі
Найдавнішим джерелом права в Київській Русі був звичай, який з IX століття набув значення неписаної правової норми. У додержавний період звичай був єдиним джерелом права, який регулював усі правовідносини, однак з об'єднанням руських князівств сфера його регулювання звузилася. Звичаєве право переважало у приватно-правових відносинах, таких як відносини власності, спадкування, зобов'язання і шлюбно-сімейних відносинах. Воно регулювало порядок здійснення кровної помсти, проведення деяких процесуальних дій (присяга, ордалії, оцінка показань свідків). Звичаєве право випливало із народного досвіду та усталеності суспільної практики, забезпечувалось державним та суспільним примусом. Неписане звичаєве право знайшло своє місце у перших актах князівського законодавства.
Правовий розвиток Київської Русі зумовив необхідність систематизації норм. Першою писаною збіркою права вважається «Устав і закон руський». Писемна пам'ятка не збереглася до нашого часу, однак згадку про неї можна знайти у статті 6 русько-візантійського договору 945 року.

## Культура

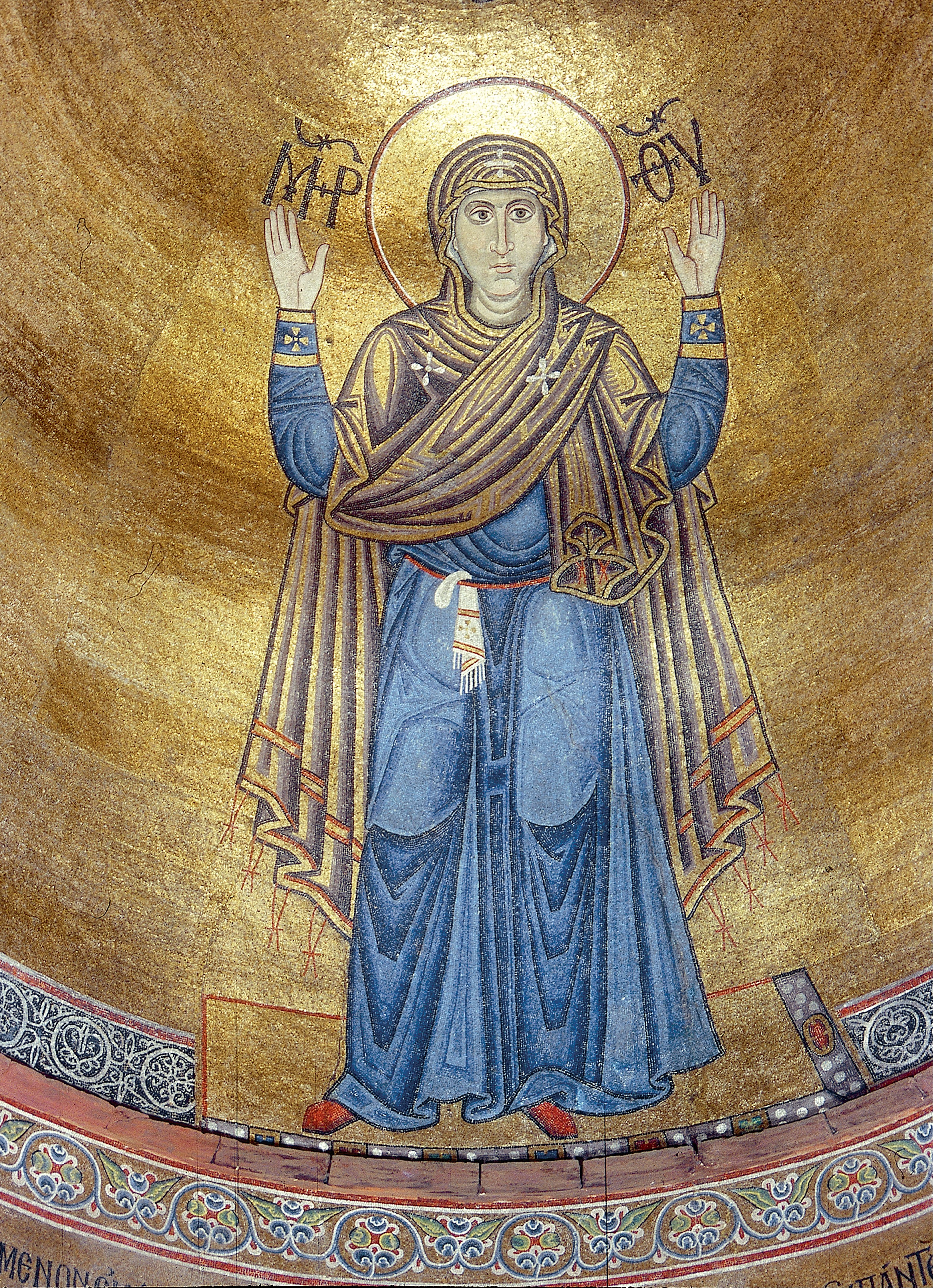
Богоматір Оранта (мозаїчний образ із собору Київської Софії)

Будь-яка дискусія про культуру середньовічного суспільства зосереджується насамперед на його релігійних віруваннях та інститутах. В історії Київської Русі маємо дві окремі релігійні, а відтак і культурні епохи. До 988 року засобом задоволення духовних потреб східних слов'ян був анімізм, у засаді якого лежало обожнення сил природи та поклоніння духам предків. Найвищим божеством у язичницькому пантеоні вважався Перун — бог грому і блискавки, аналогічний скандинавському богові Тору, хоч пов'язана з ним міфологія не була такою химерною. До інших важливих божеств належали Дажбог і Сварог — боги повітря й сонця, дарителі земних благ. Закономірно, що серед землеробського люду поширеним був також культ богів родючості — Рода та Рожаниці. Крім того, об'єктами поклоніння вважалися сотні духів річок, лісів та предків; це часто виражалось у жертвуванні їм тварин, а подекуди й людей. Східні слов'яни не зводили своїм божествам величних храмів, як і не мали складної духовної ієрархії — власне це й пояснює відносно слабкий опір християнству з боку їхньої релігії. І все ж із приходом нової релігії вірування предків не зникли безслідно. Під личиною християнства ще протягом століть серед східних слов'ян зберігався релігійний дуалізм, або двовір'я, що полягало у дотриманні язичницьких за походженням звичаїв та обрядів (таких, зокрема, як святкування приходу весни).
Із прийняттям християнства у Київській Русі поширилася нова, витончена й складно організована релігія. У 1037 році після приїзду із Константинополя першого у довгій низці грецьких митрополитів (протягом усієї Київської доби лише двічі на цей пост призначалися не греки) була заснована митрополича єпархія. Первинно до Руської митрополії входило вісім єпископств, але згодом їхня кількість зросла до шістнадцяти. Десять із них розташовувалися на землях сучасної України. Багато єпископів теж були візантійцями. Вони везли з собою власне оточення: писарів, помічників, майстрів, перетворюючи єпископства на осередки поширення візантійської культури. Духовенство поділялося на дві категорії: «біле», тобто парафіяльні священники, що не давали обітниці целібату (безшлюбності) й звичайно одружувалися в своєму ж середовищі, та «чорне», тобто ченці, з яких обиралися високі духовні ієрархи. Намагаючись уникнути мирських гріхів і спокус, ченці жили у відлюдненні, й тому їх вважали цвітом віруючого люду, а їхні монастирі були осередками християнської освіти й науки. У XIII столітті в Київській Русі існувало близько 50 монастирів, із них 17 — у самому Києві.
Церква справляла величезний вплив на культуру Київської Русі. Спорудження одного лише храму — славетної Софії Київської — є безпосереднім підтвердженням того, наскільки всеосяжним був вплив церкви на мистецтво. Збудована у 1037 році за князювання Ярослава I Мудрого ця чудова кам'яна споруда, зведена грецькими майстрами на взірець константинопольського храму, мала п'ять абсид, п'ять нефів і тринадцять бань. Розкішне прикрашений інтер'єр підтримували мармурові й алебастрові колони. Напевно, краса цього храму християнського Бога здавалася просто сліпучою призвичаєним до скромних дерев'яних будівель киянам. Власне, саме таке враження й мав справляти собор, позаяк у візантійській церкві добре розуміли, що високе мистецтво, звернене до людських емоцій, часто куди ефективніше посилювало віру, ніж богослов'я, що апелює до розуму. З цією метою церква сприяла розвиткові мистецтв і ремесел. Зокрема, інтер'єр Святої Софії прикрашали кольорові мозаїки та фрески, що з дивовижною правдоподібністю змальовували людину. Інший спосіб викликати благоговіння полягав у використанні ікон, тобто зображень божественних істот на спеціально оброблених дошках. Ікони поширювалися по приватних оселях, де ставали найціннішою в родині спадщиною. Кожен із цих нових різновидів мистецтва попервах зазнавав впливу грецьких зразків. Та з часом майстри навчилися поєднувати в цих жанрах і місцеві елементи, створюючи дедалі виразніший власний стиль. Проте впливи східної церкви на мистецтво не завжди були благотворними. Так, через те, що візантійці не любили ставити у своїх храмах статуй, скульптура не дістала помітного розвитку.
Таким же визначальним був вплив християнства на способи інтелектуальної експресії давніх русичів. Після 988 року в ужиток увійшло письмо, базоване на абетці, створеній ченцями Кирилом і Мефодієм — греками з болгарськими коренями, що поширювали християнство серед слов'ян. На відміну від Риму з його наполяганнями використовувати в богослужіннях латину Константинополь погоджувався з тим, що новонавернені народи користувалися у церкві власною мовою. Відтак у богослужіннях та інших справах церкви вживали церковнослов'янську мову — літературну норму, що спиралася на південнослов'янські діалекти й була легко зрозумілою східним слов'янам. Поступово вона поширилася на лише на релігійну, а й на світську літературу, що ставала багатшою та різноманітнішою.
Закономірно, що більшість зразків цієї писемної літератури мала релігійний характер. Тут у достатку маємо уривки зі Старого й Нового заповітів, гімни, проповіді, житія святих. Найвидатнішими серед них є «Патерик», тобто оповідь про життя святих, написана ченцями Києво-Печерської лаври, проповіді й гімни святого Кирила Туровського, писання київського митрополита середини XI століття Іларіона — можливо, найосвіченішого мужа Київської Русі. У своєму знаменитому «Слові про закон і благодать», прочитаному у 1052 році в присутності Ярослава Мудрого, Іларіон майстерно протиставляє християнство язичництву й описує хрещення Русі. У цьому творі він демонструє чудове володіння складними прийомами візантійської риторики, а також глибоке знання Біблії. Проте при всій своїй повазі до грецької культури Іларіон не був грекофілом. У «Слові про закон і благодать» він підкреслює велич і значення Русі, применшує роль Візантії в її наверненні до нової віри, приписуючи всю заслугу у здійсненні цього історичного кроку Володимирові.
Якщо в релігійних творах грецькі впливи цілком домінували, то у літописах вони були менш помітними. Ранні київські літописи, створені переважно монахами й пройняті християнським світовідчуттям, характеризувалися реалізмом і багатством подробиць. У них відтворювалися й головні проблеми доби — такі як князівські чвари, боротьба з кочовиками, — й подробиці окремих подій. Найважливішим із них є літопис, відомий під назвою «Повість временних літ». Його пов'язують з іменами монахів Нестора та Сильвестра, які склали літопис у 1113—1116 рр. Займалися літературною творчістю й представники світської верхівки. Незважаючи на постійну зайнятість політичними справами, написав своє зворушливе й сповнене роздумів «Повчання» князь Володимир Мономах. Є підстави допускати, що анонімний автор найчудовішого поетичного твору Київської доби — «Слова о полку Ігоревім» (1185—1187) також належав до княжого двору. Вся його оповідь про невдалий похід на кочовиків дрібного руського князя пройнята пристрасним закликом до ворогуючих руських князів об'єднатися задля спільного блага. Застосувавши ритмізований вірш, яскраві образи, багату мову, дивовижні за своєю уособленістю картини природи, автор створив справжній літературний шедевр.
Але при всьому багатстві експресії писемні джерела лишалися недоступними для неписьменного люду Києва. Скарбницею народної мудрості й творчого духу слугували для нього пісні, приказки, загадки, казки й особливо усний епос, або билини. З вуст в уста, від покоління до покоління переказувалися билини, в яких розповідалося про подвиги таких популярних народних персонажів, як веселий селянський син Ілля Муромець, кмітливий син священника Альоша Попович і син боярина Добриня Микитич; усі троє — члени міфічної дружини князя Володимира. Подібно до лицарів Круглого Столу короля Артура ці східнослов'янські витязі лишили Володимирів двір і вирушили на боротьбу із силами зла. Часто серед їхніх ворогів були половецький Тугоркан, що вмів перетворюватися на змія Тугарина і символізував у народній свідомості постійну загрозу зі степу, або ж це був Жидовин, присутність якого в епосі, ймовірно, є відлунням народної пам'яті про тривалу боротьбу з хозарами, які сповідували юдаїзм. Усі ці оповіді були сповнені таємниць і чаклунства, а християнські цінності часто перепліталися в них із залишками язичницького минулого.
Серед учених побутують різні думки щодо рівня і поширення освіти в Київській Русі. Не підлягає сумніву, що представники знаті діставали освіту. В літописі повідомляється, що у 988 році князь Володимир I наказав віддати у навчання боярських дітей, а його син Ярослав I заснував у Новгороді школу для 300 хлопчиків аристократичного походження. У Києві центром цієї діяльності стала Свята Софія. В 1037 році на терені собору містилися школа та бібліотека. Києво-Печерська лавра також мала бібліотеку, а деякі її монахи славилися своєю освіченістю, що в ті часи переважно означало добру обізнаність із релігійними текстами. Серед князів наука також була у пошані. Відомо, яким книголюбом був Ярослав Мудрий; його син Всеволод I володів п'ятьма мовами, письменною була й дочка Анна. Коли вона стала королевою Франції, це незвичайне для жінки тих часів досягнення відрізняло її від більшості жінок французького двору. Проте складніше відповісти на питання про поширеність освіти серед простого люду. Деякі вчені вважають, що знайдені в Новгороді абетки на бересті для школярів та настінні написи у Святій Софії є свідченням доступності освіти й для нижчих верств, але багато інших фахівців доводять, що освіта взагалі та обізнаність із візантійсько-християнською культурою зокрема були в основному привілеями мирської та церковної еліти, а відтак лишалися недосяжними для мас.
Художня спадщина Київської Русі зберігала значення як зразки, які намагалися наслідувати. Виникали місцеві школи, у творчості яких прийоми і форми київського мистецтва одержали самостійний розвиток. Утворення місцевих шкіл сприяло зближенню мистецтва народного і «вченого», ширшому проникненню народних елементів у культуру панівного класу.
Виникнення руського співочого мистецтва відносять до часу князювання Володимира I Великого і його сина Ярослава I Мудрого.
Важливими архітектурними пам'ятками Галицької землі є князівський палац і церква Пантелеймона в Галичі.
Видатною пам'яткою літописання Південно-Західної Русі цього періоду є Галицько-Волинський літопис — головне джерело для вивчення історії південно-західних руських земель в XIII столітті.

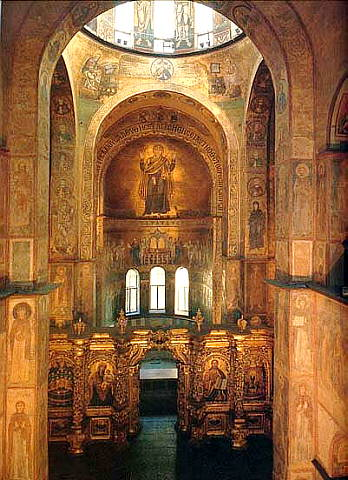
Софійський собор
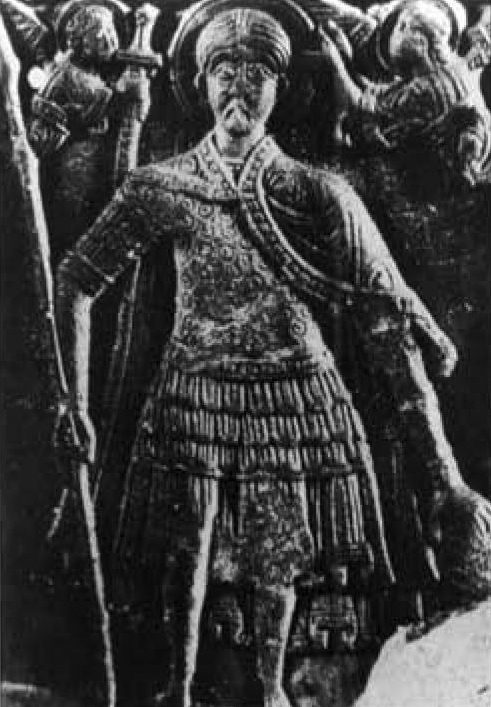
Кам'яна ікона святого Димитрія, початок XIII століття
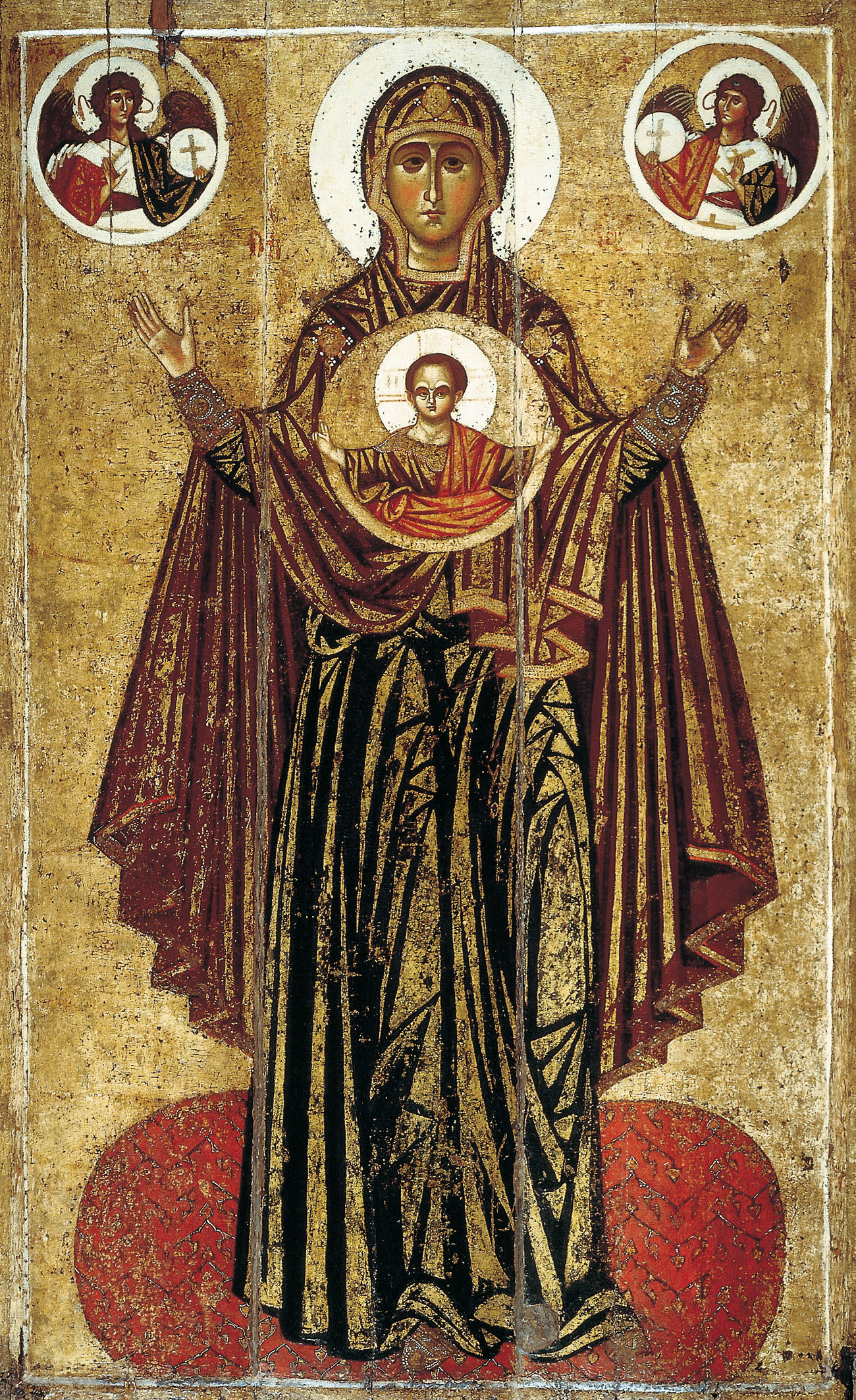
Оранта. Ярославль, близько 1218 року
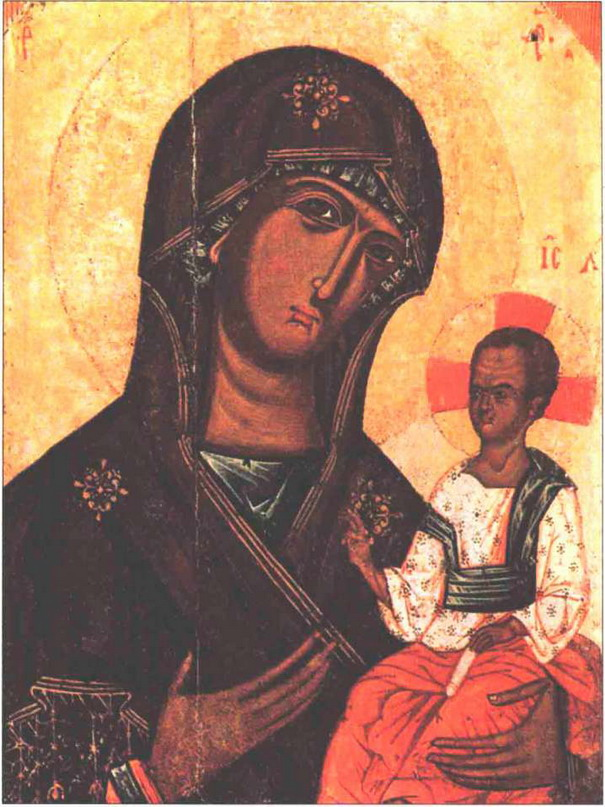
Волинська Богородиця, злам XIII–XIV століть
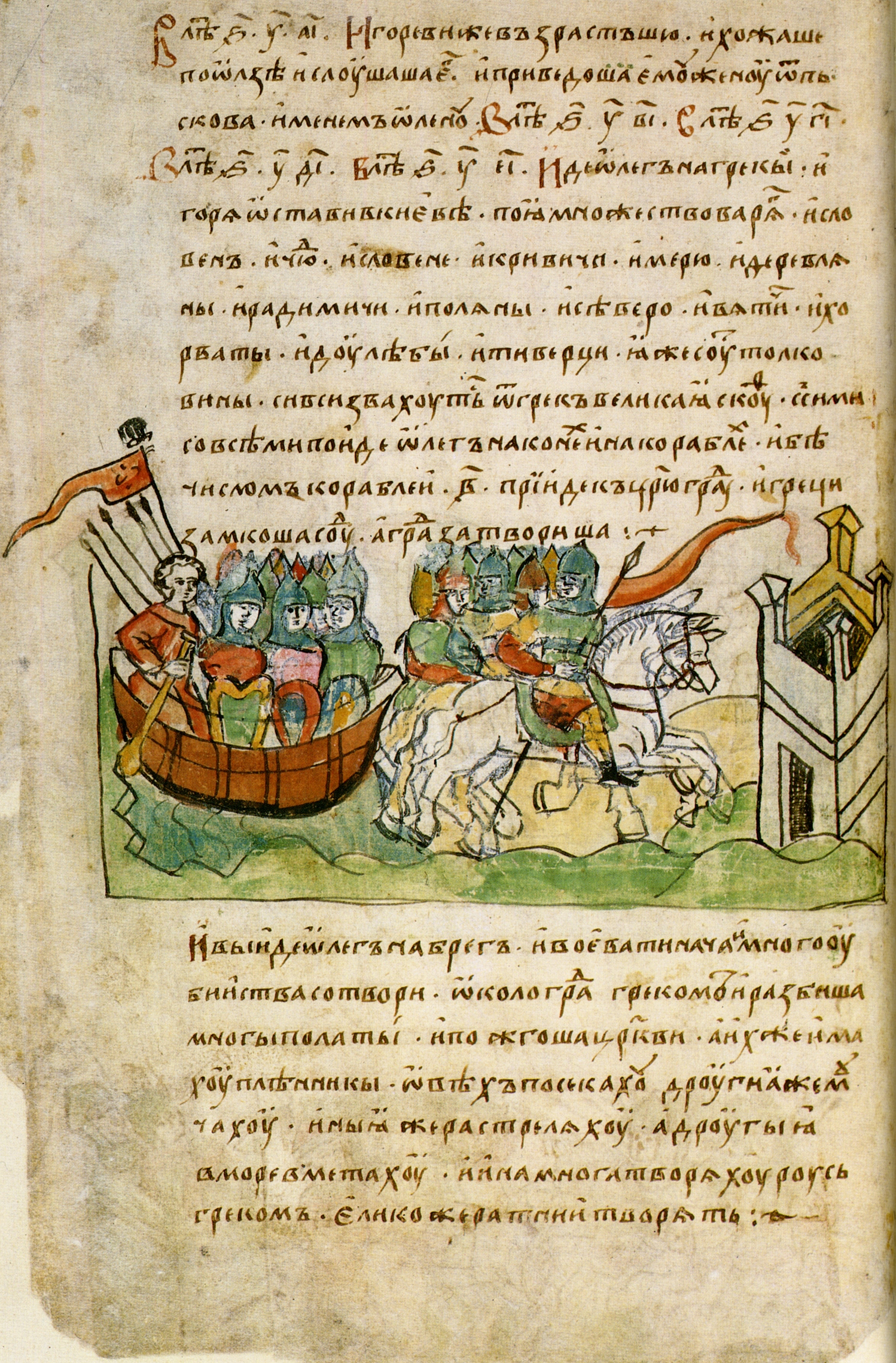
Повість врем'яних літ у Радзивіллівському літописі
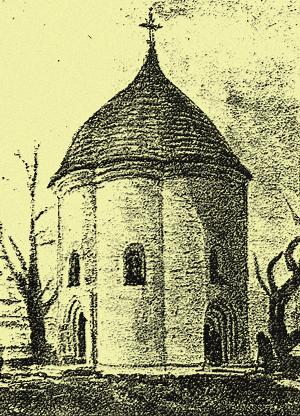
Василівська церква-ротонда у Володимирі

## Зовнішні відносини
Київська Русь існувала за безперервної боротьби зі степовими кочівниками (печенігами, торками, половцями). Для організації відсічі кочівникам збиралися з'їзди князів (Любецький з'їзд 1097 року, Долобський з'їзд 1103 року та інші). Значну роль у становленні Київської Русі відіграв візантійський вплив (церковний, соціокультурний, політичний) та торговельні відносини з Візантійською імперією. Дві поїздки до Константинополя здійснила княгиня Ольга. Під час однієї з них вона прийняла хрещення від константинопольського патріарха. На міжнародній арені Київська Русь заявила про себе походами на Візантію київських князів Аскольда (860), Олега (907), Ігоря (941, 943), Святослава (969—971), Володимира (989), Ярослава (1043), спрямованими на захист торговельних інтересів.
Знаходячись у центрі торгових шляхів, Київська Русь була контактною зоною між Арабським Сходом і Західною Європою, Візантією і Скандинавією, підтримувала широкі торговельні зв'язки з багатьма країнами світу, сприяла значній активізації світової торгівлі. Різноманітні політичні, культурні зв'язки мала Русь із Візантією, слов'янськими країнами — Болгарією, Чехією, Польщею, а також з Угорщиною, Німеччиною, Францією, Англією, Норвегією, Швецією та ін. Досить широкими були контакти з країнами Кавказу. З київськими князями підтримували родинні стосунки правлячі кола більшості європейських країн, що особливо прагнули поріднитися з великими князями могутньої Русі. Високий рівень економіки, культури, вдала дипломатична діяльність на міжнародній арені, підкріплювана силою зброї у боротьбі проти іноземних загарбників, широке використання здобутків світової цивілізації висунули Русь на провідні позиції у Європі й принесли їй глибоку пошану найрозвинутіших країн тогочасного світу.

## Оцінки

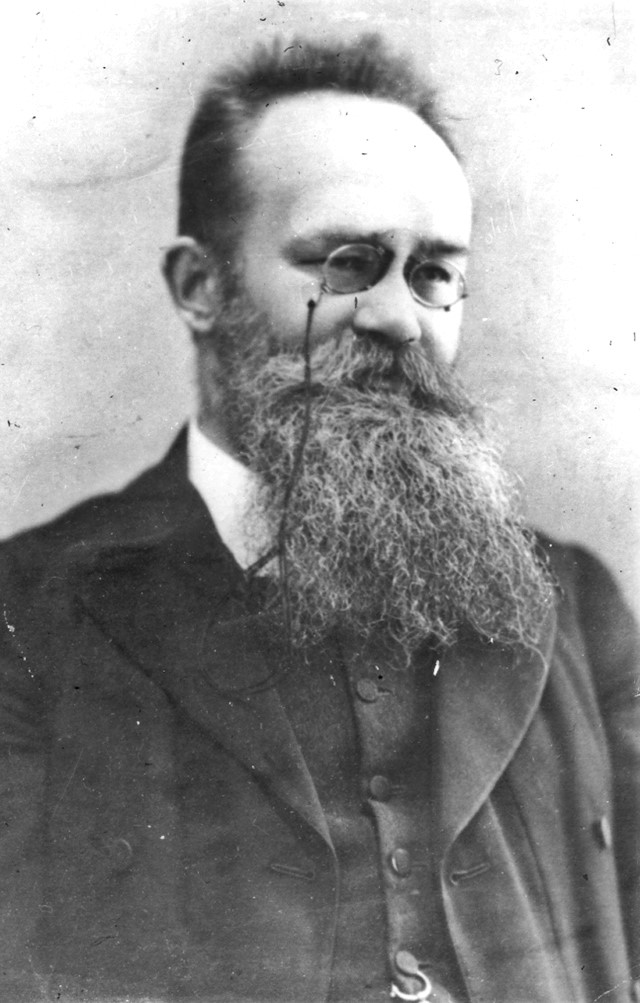
Михайло Грушевський — професор історії

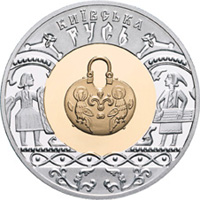
Монета НБУ присвячена Київській Русі

Справа національної приналежності населення в Київській Русі була і є досі контроверсійною темою східноєвропейських істориків. Українські, російські та білоруські історики розглядають давньоруську державу як невіддільну частину історії своїх народів. Тут часто закономірно виникає питання про те, хто має більше право вважати себе її спадкоємцями.
Намагання росіян проголосити себе єдиними правонаступниками Київської Русі почалися наприкінці XV століття, коли московські великі князі почали захоплювати території колишнього Київського князівства, і хотіли довести свій зв'язок з попередніми стародавніми володарями (задля задоволення середньовічної містичної теорії передачі верховної влади Translatio imperii).
Російські історики, особливо ті, котрі зазнали впливу юридичної школи XIX століття, доводять, що оскільки росіяни були єдиною східнослов'янською нацією, яка створила у новітні часи свою державу (апогей історичного процесу вони вбачають у розвитку державності), то зв'язок Московської держави із першою державою східних слов'ян був найбільш важливим і послідовним. Із цього випливає, що оскільки у новітню епоху українці й білоруси власних держав не мали, то між їхньою історією ніяких суттєвих зв'язків не існувало. Впливовий російський історик Михайло Погодін пішов іще далі, доводячи, що зв'язки Росії з Києвом не тільки спадкові, а й етнічні. За його теорією, після зруйнування монголо-татарами Києва у 1240 році велика частина населення, що врятувалося, переселилася з півдня на північний схід — у серцевину сучасної Росії. І хоч цю теорію давно розвінчано, її продовжують пропагувати багато російських і неросійських істориків.
У XIX столітті із поглибленням національної свідомості українців зросло невдоволення тим, що росіяни монополізували «славу Києва». У 1906 році найвагоміший аргумент проти традиційної схеми російської історії висунув славетний український історик Михайло Грушевський. Як послідовний демократ, Грушевський піддав сумніву правомірність вивчення історії як насамперед процесу творення держави. Для нього стрижнем історії був досвід, накопичений певною етнічною спільністю, котра населяє землі своїх предків. Він припускав (а це його припущення підтверджують ряд недавніх радянських досліджень з археології), що починаючи з племені антів VI століття до XX століття велику частину України займали народності, які у своїй основі належали до одного етнічного типу. Якщо населення й справді полишало Центральну Україну через наскоки монголо-татар (а на думку Грушевського, спустошення та міграції, спричинені ними, були менших масштабів), то з відновленням відносного спокою воно знову поверталося. За твердженням Грушевського, який аж ніяк не поділяв норманської теорії, українці є прямими нащадками полян — племені, яке відіграло провідну роль у розвитку Києва. Власне, тому саме цей їхній досвід і займає найважливіше місце в історії України.
Грушевський вважає, що приписувати Київській добі центральне місце в російському минулому — значило б не тільки применшувати унікальні поляно-українські здобутки, але й обтяжувати російську історію штучним, якщо не перебільшеним, додатком, що стояв би на заваді пошуків її справжнього коріння. Якщо ж все-таки вважати державу засобом збереження київської спадщини, доводить далі Грушевський, то куди більшу частину цієї спадщини зберегли Галицько-Волинське князівство, а пізніше Велике князівство Литовське з його сильними українськими та білоруськими елементами, ніж це могли зробити розташовані далеко на північному сході Ростовське, Суздальське, Володимирське, Тверське та Московське князівства. Подібно до того як Галлія — колись провінція Риму, а нині сучасна Франція — запозичила з Риму багато елементів його суспільно-економічного устрою, законодавства та культури, щось подібне вчинила Москва стосовно Києва. Але Москва не була продовженням чи якимось другим етапом історичного процесу, започаткованого у Києві. При наявності рис, які Москва запозичила у Києва, її коріння, вважає Грушевський, виростало з географічних, політичних та етнічних умов, притаманних Північному Сходові.
У питанні про спадщину Київської держави радянські історики займають компромісну позицію. Вони доводять, що Київ створили всі три східнослов'янські народи — українці, росіяни та білоруси. Точніше, населення Київської Русі, так званий «давньоруський народ», було спільними предками всіх трьох націй. Радянські вчені постійно наголошують на одноманітності та однорідності культури, мови, звичаїв, господарства та політики «давньоруського народу». Це положення свідомо підкреслюється, щоб не лише запобігти зазіханням «буржуазно-націоналістичних істориків» того чи іншого народу на більшу частину спадщини Київської Русі, а й унеможливити саму думку про наявність якихось регіональних відмінностей на величезних просторах Русі. Теорія етнічної та культурної одноманітності Київської Русі створює враження, що «давні русичі» — це немовби проєкція у минуле однорідного «радянського народу», запланованого на майбутнє.
Теорія радянських істориків, що поступово витісняє погляди традиційної російської історіографії, ґрунтується на твердженні, що оскільки три східнослов'янські народи сформувалися лише після занепаду Києва, то суперечки навколо київської спадщини є безпідставними. Основною причиною розщеплення східних слов'ян на три окремих народи пропонується вважати монголо-татарську навалу та поглинення українців і білорусів польсько-литовською державою. Це досить несподіваний відступ від традиційного марксистського положення про величезну роль у процесі формування націй соціально-економічних чинників. Більше того, з такого підходу випливає, що якби не згадані зовнішні чинники, ніякої диференціації в «давньоруському народі» не відбулося б. Так чи інакше, суперечки щодо спадщини Київської держави зайвий раз свідчать про те, як тісно переплелися в історіографії Київської доби політичні, ідеологічні та наукові питання.

#### Літописи
- Полное собрание русских летописей (ПСРЛ), Т.1. I. II. Лаврентьевская и Троицкая летописи. Санкт-Петербург, 1846.
- Полное собрание русских летописей (ПСРЛ), Т.2. III. Ипатьевская летопись. Санкт-Петербург, 1843.
- Полное собрание русских летописей (ПСРЛ), Т.4. IV. V. Новгородская и Псковская летописи. Санкт-Петербург, 1848.
- ПовЂсть временныхъ лЂтъ черноризца Федосьева манастыря Печерьскаго, откуду есть пошла Руская земля и хто в ней почалъ пЂрвЂе княжити // litopys.org.ua
- Новгородская первая летопись старшего и младшего изводов [Архівовано 26 Жовтня 2007 у Wayback Machine.]. — Москва-Ленинград: «Издательство Академии Наук СССР», 1950.
- Літопис руський / Пер. з давньорус. Л. Є. Махновця. Київ: Дніпро, 1989.
  - (укр.) Бугославський С. Україно-руські пам'ятки XI—XVIII в.в. про князів Бориса та Гліба [Архівовано 12 Жовтня 2012 у Wayback Machine.] (Розвідка й тексти). — Київ: Всеукраїнська Академія Наук, 1928.
  - (укр.) Юшков С. Руська Правда [Архівовано 6 Серпня 2011 у Wayback Machine.] (тексти на основі 7 списків та 5 редакцій). — Київ: Всеукраїнська Академія Наук, 1935.
  - (укр.) Слово о плъку ИгоревЂ та його поетичні переклади і переспіви [Архівовано 25 Червня 2012 у Wayback Machine.]. — Київ, 1967.
  - (укр.) Слово о плъку ИгоревЂ, Игоря сына Святъславля, внука Ольгова [Архівовано 30 Вересня 2012 у Wayback Machine.]
  - (укр.) Українська література 11 — 13 століття [Архівовано 24 Жовтня 2004 у Wayback Machine.]
  - Котляр М. Ф. Історія України в особах.: Давньоруська держава. — Київ: Україна, 1996. — 240 с. ISBN 966-524-004-8

#### Збірники документів
- Древнерусские княжеские уставы XI—XV вв.. Москва, 1976.
- Древнейшие источники по истории Восточной Европы. Москва, 1977—.

### Монографії. Підручники
- Білоцерківський В. Я. Історія України (Курс лекцій) : Посібник для вузів. — Х., 1999.
- Андрощук Ф. О. Від вікінгів до Русі. — Київ: Laurus, 2022.
- Греков Б. Д. Киевская Русь. Москва, 1953.
- Грушевський М. Історія України-Русі. І — III тт. Львів, 1898—1899; Київ, 1991.
- (рос.) Гумилёв Л. Н. Древняя Русь и Великая степь. — М. : АСТ, 2019. — 960 с. — ISBN 978-5-17-100425-5.
- Древнерусское государство и его международное значение. Москва, 1965.
- Ловмянский Х. Русь и норманны. Москва, 1985.
- Насонов А. Н. «Русская земля» и образование территории Древнерусского государства. Москва, 1951.
- Рыбаков Б. А. Киевская Русь и русские княжества XII—XIII вв. Москва, 1982.
- Пашуто В. Внешняя политика Древней Руси. Москва, 1968.
- Полонська-Василенко Н. Дві концепції історії України і Росії. Мюнхен, 1964.
- Свердлов М. Б. Домонгольская Русь. СПб., 2003.
- Субтельний О. Україна: Історія. — К., 1991.
- Толочко П. П. Київська Русь. Київ, 1996.
- Толочко О. П., Толочко П. П. Київська Русь. Київ, 2001.
- Чубатий М. Княжа Русь-Україна та виникнення трьох сх.-слов. націй. Нью-Йорк—Париж, 1964.
- Łowmiański Н. Zagadnienie roli normanów w genezie państw słowiańskich. W. 1957

### Довідники
- Толочко П. П. Київська Русь, становлення та розвиток ядра держави // Енциклопедія історії України : у 10 т. / редкол.: В. А. Смолій (голова) та ін. ; Інститут історії України НАН України. — К. : Наукова думка, 2007. — Т. 4 : Ка — Ком. — С. 528. — ISBN 978-966-00-0692-8.
- Київська Русь [Архівовано 9 Серпня 2016 у Wayback Machine.] // Юридична енциклопедія : [у 6 т.] / ред. кол.: Ю. С. Шемшученко (відп. ред.) [та ін.]. — К. : Українська енциклопедія ім. М. П. Бажана, 2001. — Т. 3 : К — М. — 792 с. — ISBN 966-7492-03-6.

### Додаткова література
- Шевченко А. Є., Кудін С. В., Настюк А. А. Становлення та розвиток князівської влади в Київській Русі в ІХ — на початку XII ст. Вінниця: ТОВ «ТВОРИ», 2020. 468 с. [Архівовано 6 Липня 2021 у Wayback Machine.]
- М. М. Корінний. Пам'ятки історії та культури Київської Русі. — К., 1982.
- Шигабутдинова А. Л. Древнерусское государство и право: учеб. пособие / А. Л. Шигабутдинова. — Казань: Изд-во Казан. ун-та, 2015. — 124 с.
- Територіальний устрій Київської Русі // Енциклопедія історії України: Україна—Українці. ‒ Кн. 1 / Редкол.: В. А. Смолій (голова редкол.), Г. В. Боряк (заст. голови), Я. В. Верменич, В. Ф. Верстюк та ін.; НАН України. Інститут історії України. ‒ К.: «Наукова думка», 2018. ‒ С. 19. ‒ ISBN 978-966-00-1676-7.